# Cétacés de la Caraïbe
Les cétacés (ou Cetacea, du grec ancien κῆτος / kêtos, qui signifie « monstre marin ») forment un groupe de mammifères aquatiques. On connaît, en 2020, environ 86 espèces de cétacés à l'échelle mondiale, dont au moins 35 espèces ont été observées dans la Grande Région Caraïbe avec une très grande dispersion et des densités variables suivant les territoires. Les eaux de la Caraïbe sont notamment un site privilégié de reproduction pour plusieurs espèces de mysticètes vivant le reste de l'année plus au Nord (Amérique et Europe du Nord). Le tucuxi et le boto vivent quant à eux dans les eaux douces de l'Amazone et des bassins hydrographiques environnants, en limite de la région Caraïbe.
Leur prise en compte dans les politiques publiques est tout aussi variable, avec plusieurs grands sanctuaires qui sont destinés à leur protection et des pays où la chasse aux cétacés est encore assez largement pratiquée.
En plus des cétacés, la Caraïbe compte d'autres mammifères marins dont deux espèces de pinnipèdes en extra-limite de répartition (phoque à capuchon) ou échappées d'aquarium (otarie de Californie). La seule espèce de phoque indigène est le phoque moine des Caraïbes considéré disparu depuis la première moitié du 20e siècle. On trouve également l'essentiel des populations de lamantin des Caraïbes dans la région, avec une hybridation avec le lamantin d'Amazonie au niveau du plateau des Guyanes.

## Liste des espèces

### Mysticètes(baleines àfanons)

#### Balaenoptera

##### Rorqual commun (Balaenoptera physalus)

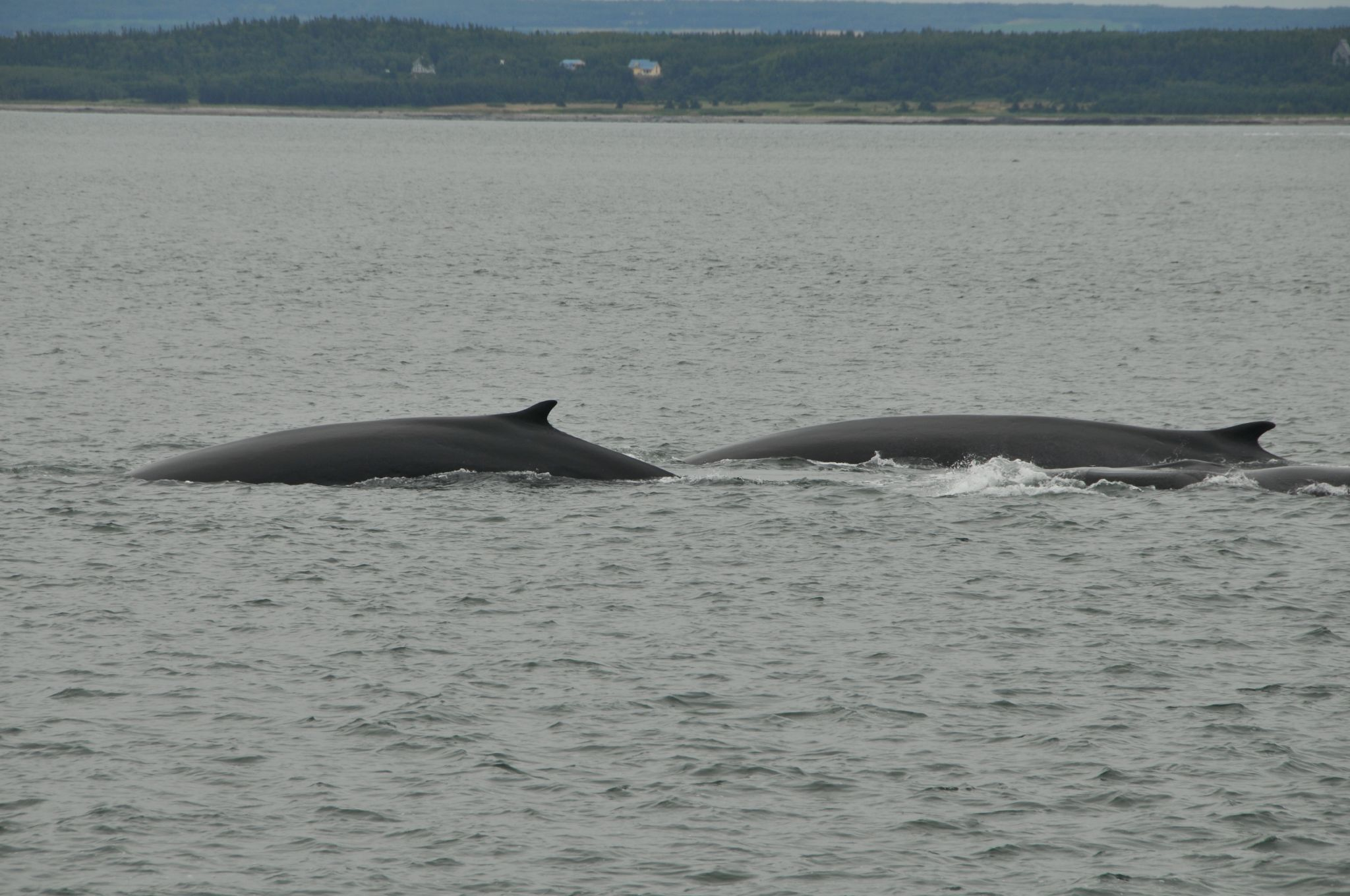
Rorquals communs dans le Golfe du Saint-Laurent, au niveau du Labrador

La densité de Rorqual commun est plus élevée dans les hautes latitudes qu'au niveau des tropiques. Cependant les populations du Nord Atlantique situées au niveau du Labrador semblent migrer à l'automne vers les iles de la Caraïbe pour se reproduire, en passant par les Bermudes,.
Des individus ont notamment été observés vivants à Puerto Rico, au Venezuela, ou en Colombie et échoués sur les côtes du Belize (1986), ou encore sur les côtes caribéennes du Mexique en 2018. Cependant des confusions avec le rorqual de Bryde semblent possibles.

##### Rorqual de Minke (Balaenoptera acutorostrata)
Le Rorqual de Minke est le plus petit rorqual au monde mais comme plusieurs autres espèces du même genre, il passe l'été dans les hautes latitudes pour se nourrir et le long de l'arc caribéen et jusqu'au milieu de l'Atlantique pour se reproduire,. Il a ainsi été recensé de la Floride jusqu'à la Dominique. Et bien que plusieurs échouages ont été recensés dans le golfe du Mexique, aucun individu vivant n'y a été observé

##### Rorqual de Minke (Balaenoptera bonaerensis)
Considéré comme la même espèce que B.acurostrata jusque dans les années 1990, cette espèce vit essentiellement dans l'océan Antarctique et est considérée endémique à l'hémisphère Sud. En 1998 cependant un individu a été observé échoué au Suriname et en 2013 en Louisiane. Ces rares observations sont considérées comme des cas extralimites .

##### Rorqual bleu (Balaenoptera musculus)

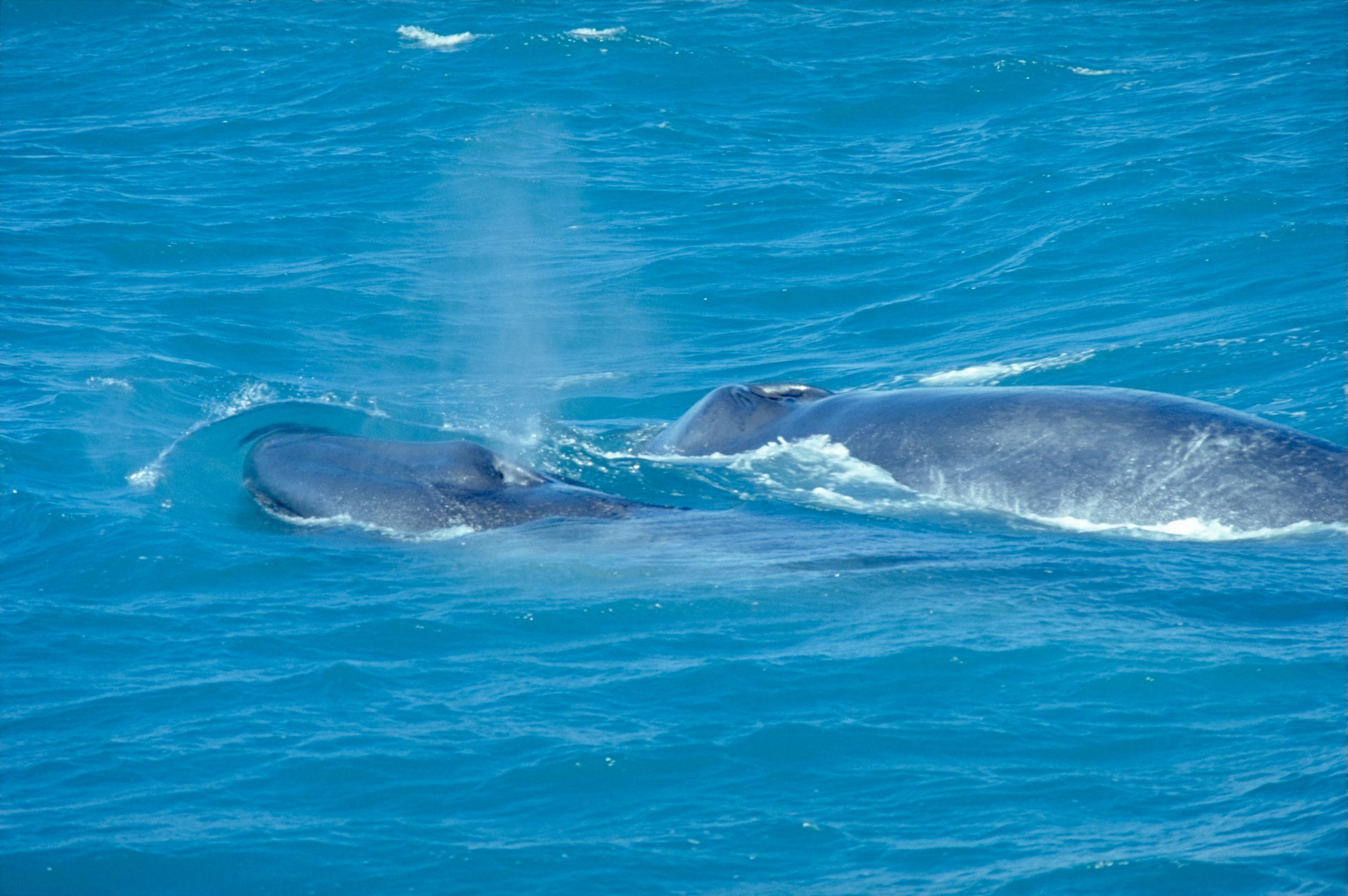
Rorqual bleu avec un jeune au large de l'Islande

Le Rorqual bleu est le plus gros animal vivant au monde à notre époque. Son aire de répartition estivale s'étend de l'Est du Canada jusqu'au Svalbard, potentiellement séparés en deux groupes. Comme d'autres rorquals ils descendraient plus au Sud durant l'hiver mais leur répartition est mal connue durant cette période. Même si quelques observations visuelles (échouages dans le golfe du Mexique,, canal de Panama en 1922) et acoustiques ont été faites au Sud des Bermudes, ce serait des cas rares et leur zone de reproduction serait plutôt au niveau de la côte Est des États-Unis.

##### Rorqual de Bryde (Balaenoptera edeni)
Le Rorqual de Bryde est une espèce qui se retrouve dans toutes les eaux tempérées chaudes et tropicales du monde, mais sa classification demeure floue. En 2021, Balaenoptera ricei a été définie comme une nouvelle espèce séparée des autres populations de Rorqual de Bryde de l'Atlantique, et spécifique au Golfe du Mexique. D'autres publications font mentions d'une division possible en espèces ou sous-espèces Balaenoptera edeni edeni (plus petit) et Balaenoptera (edeni) brydei pour les autres populations de Rorqual de Bryde.
Des observations ont été réalisées sur l'ensemble de la Caraïbe, notamment au niveau du Venezuela, à Aruba mais aussi plus au Nord jusqu'en République dominicaine. Cependant l'attribution à l'une ou l'autre des (sous)-espèce demeure incertaine; les données moléculaires ont permis par exemple d'identifier clairement  l'animal échoué à Aruba (mentionné ci-dessus) comme étant associé à Balaenoptera (edeni) brydei.

##### Rorqual de Rice (Balaenoptera ricei)
Considéré jusqu'en 2021 comme étant une population de Rorqual de Bryde spécifique au Nord-Est du Golfe du Mexique, n'effectuant pas de migration, il a été démontré par des analyses squelettiques et génétiques qu'il s'agit d'une espèce à part. Avec une population estimée à une trentaine d'individus, elle est considérée en danger critique d'extinction,.

##### Rorqual boréal (Balaenoptera borealis)

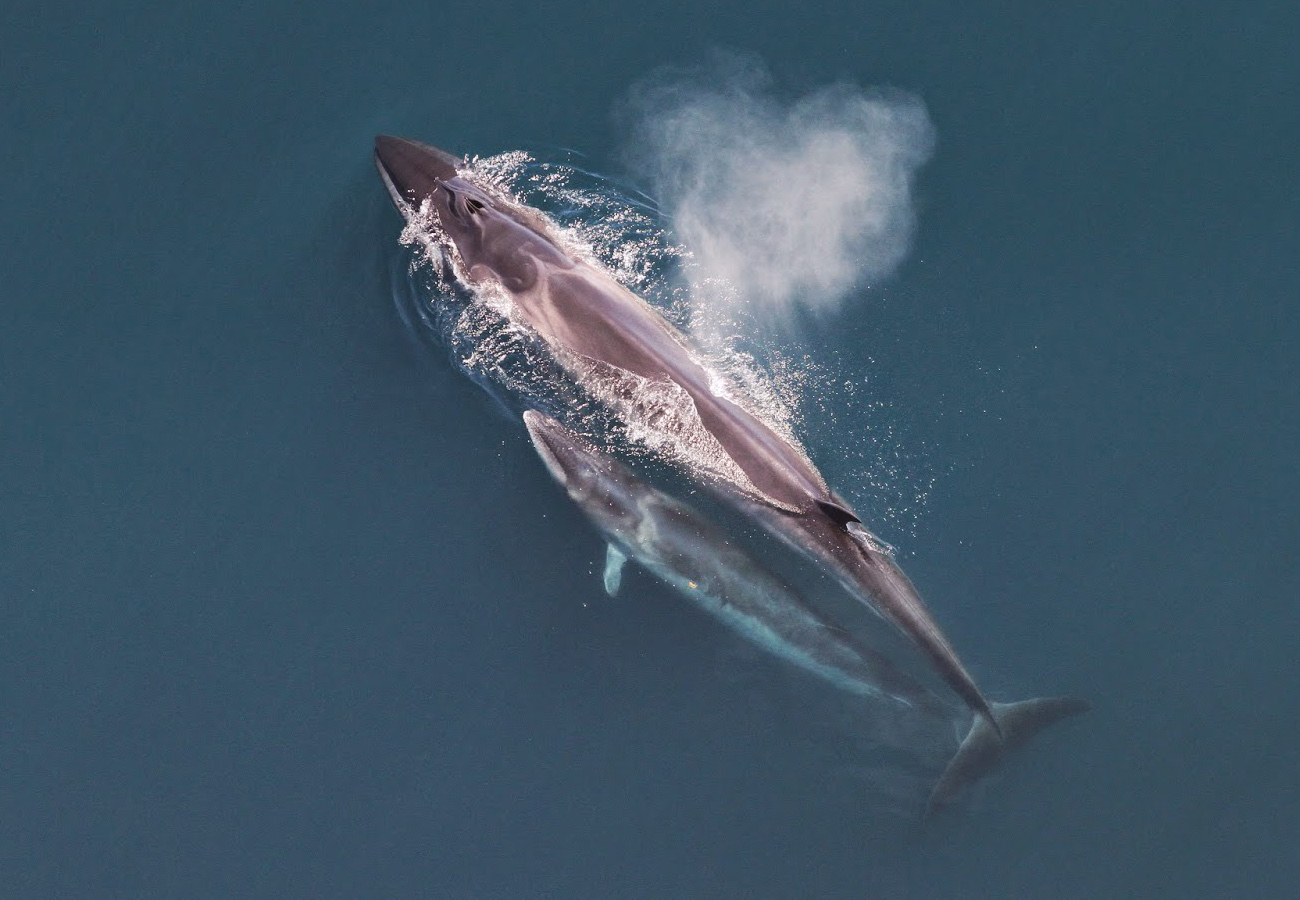
Rorqual boréal femelle avec son petit

Le Rorqual boréal est présent sur l'ensemble de la planète, essentiellement dans les zones subtropicales, subpolaires et tempérées mais se différencie souvent difficilement en mer du Rorqual de Bryde, avec lequel il a été longtemps confondu, voire du Rorqual commun. Dans l'océan Atlantique, on le retrouve généralement aux alentours du Golfe du Maine durant l'été et sa migration le reste de l'année est assez peu connue. Bien qu'il préfère les eaux profondes et est réputé pour ne pas entrer dans des mers semi-fermées ou des golfes, des individus échoués ont été observés dans le Golfe du Mexique ou au niveau des Grandes Antilles .

#### Megaptera

##### Baleine à bosse (Megaptera novaeangliae)
Les Baleines à bosse de l'Atlantique sont divisées en plusieurs populations. Dans l'Atlantique Nord, les animaux se reproduisant la région Caraïbe se nourrissent durant l’été sur plusieurs zones en Amérique du Nord ou en Europe septentrionale (Golfe du Maine, Golfe du Saint-Laurent, Labrador, Groenland, Islande, Nord de la Norvège). Les sites de reproduction, dans les eaux chaudes et peu profondes de la Caraïbe, ont lieu le long de l'ensemble de l'arc, depuis Cuba jusqu'au Venezuela, avec une forte concentration connue au niveau de la République dominicaine.
Bien que certains individus de l'Atlantique Sud ont été observés depuis le début des années 2000 remontant jusqu'au plateau des Guyanes, pour se reproduire, leur zone habituelle est plus au sud, au niveau du Brésil. Contrairement aux individus de l'hémisphère nord, ceux du Sud ont les nageoires pectorales beaucoup plus noires mais un ventre plus blanc.

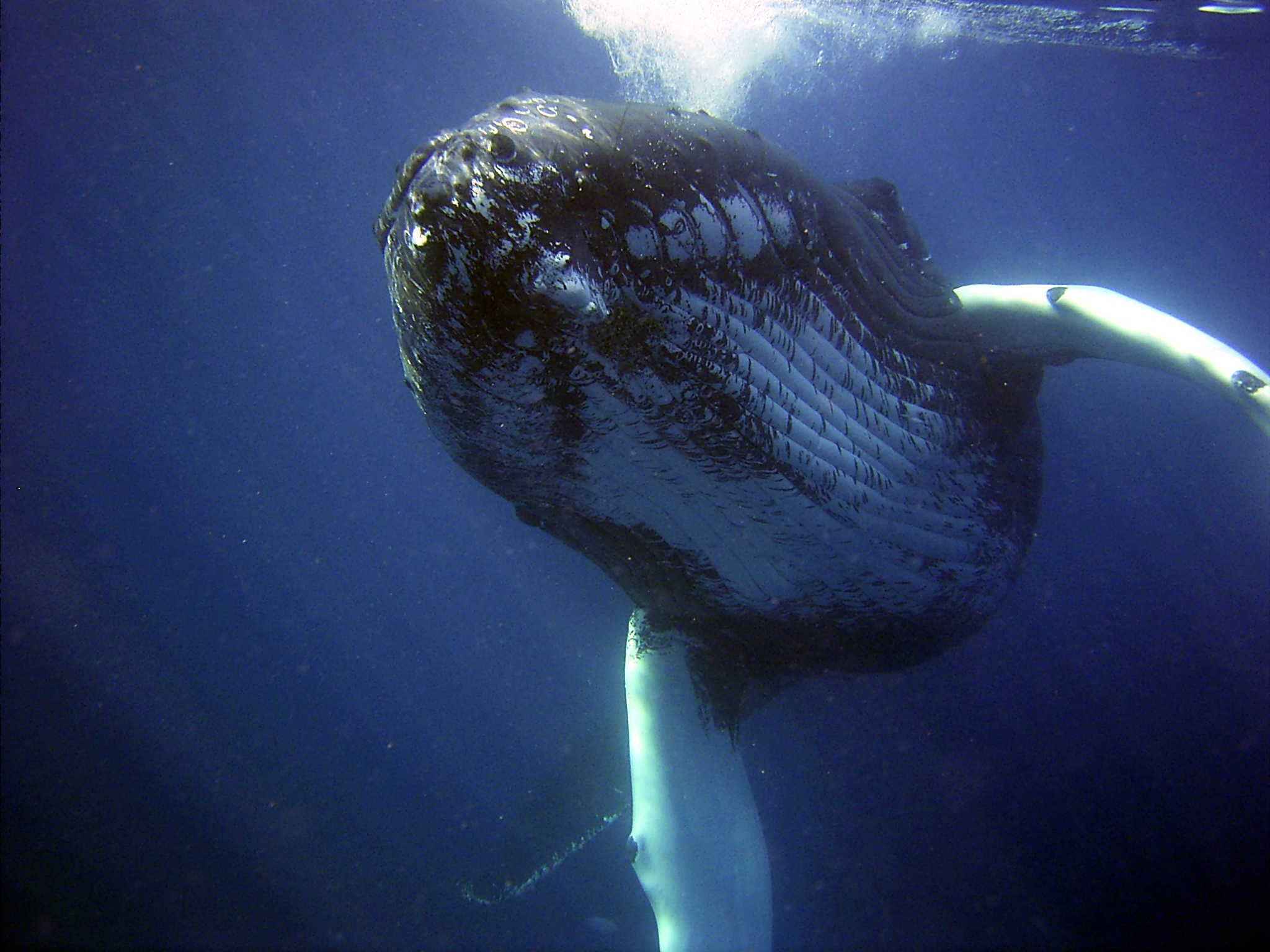
Individu sous l'eau
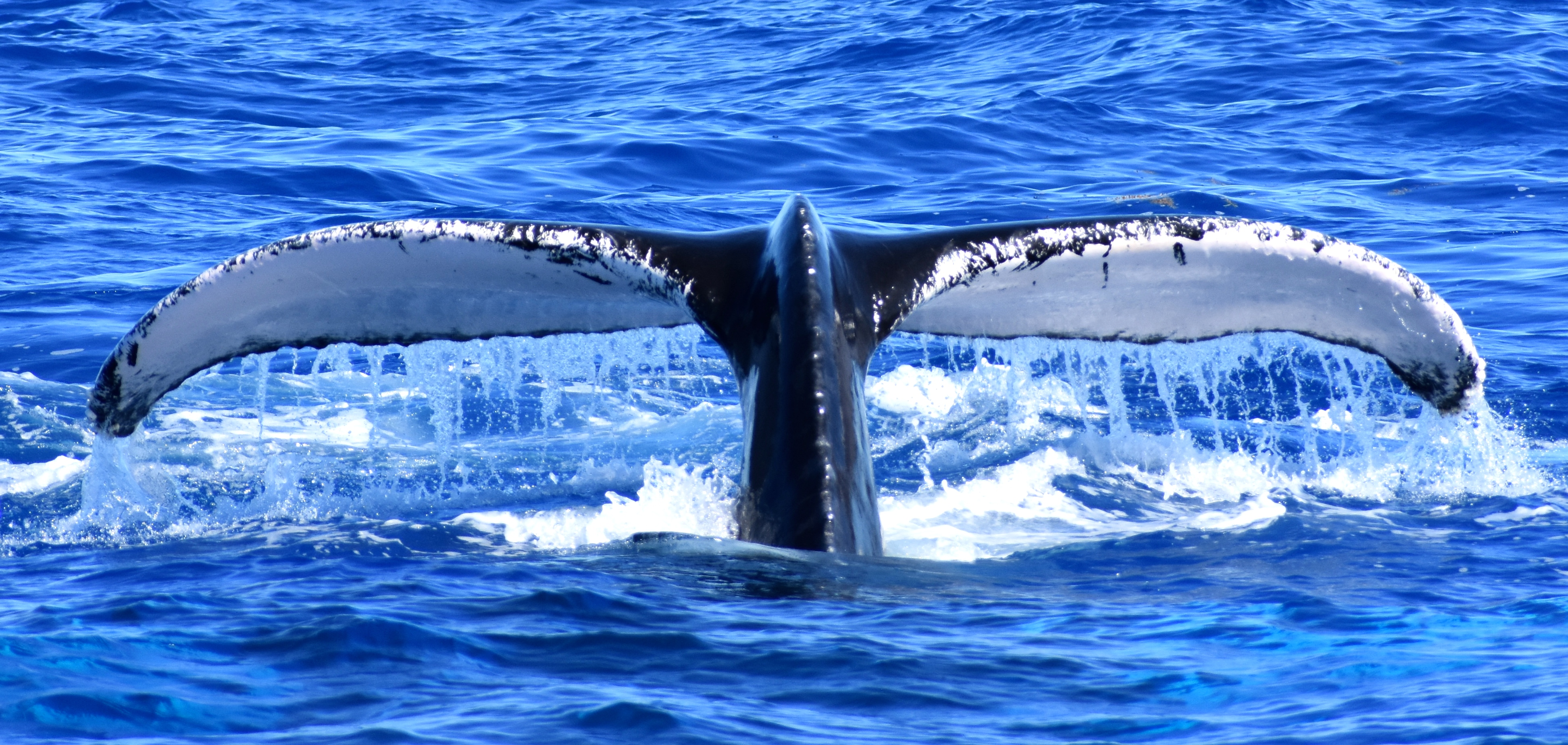
Caudale
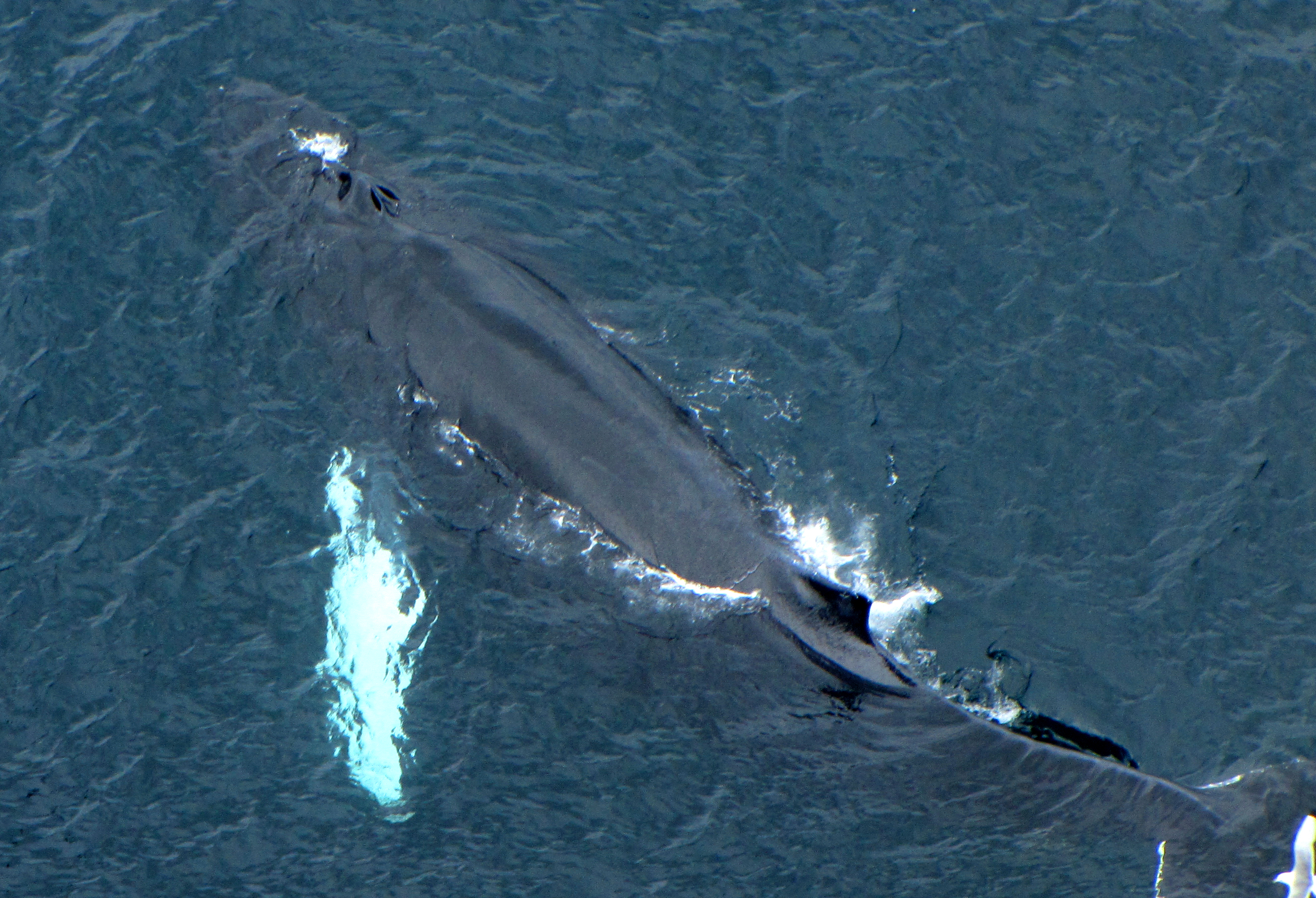
Vu du dessus

#### Eubalaena

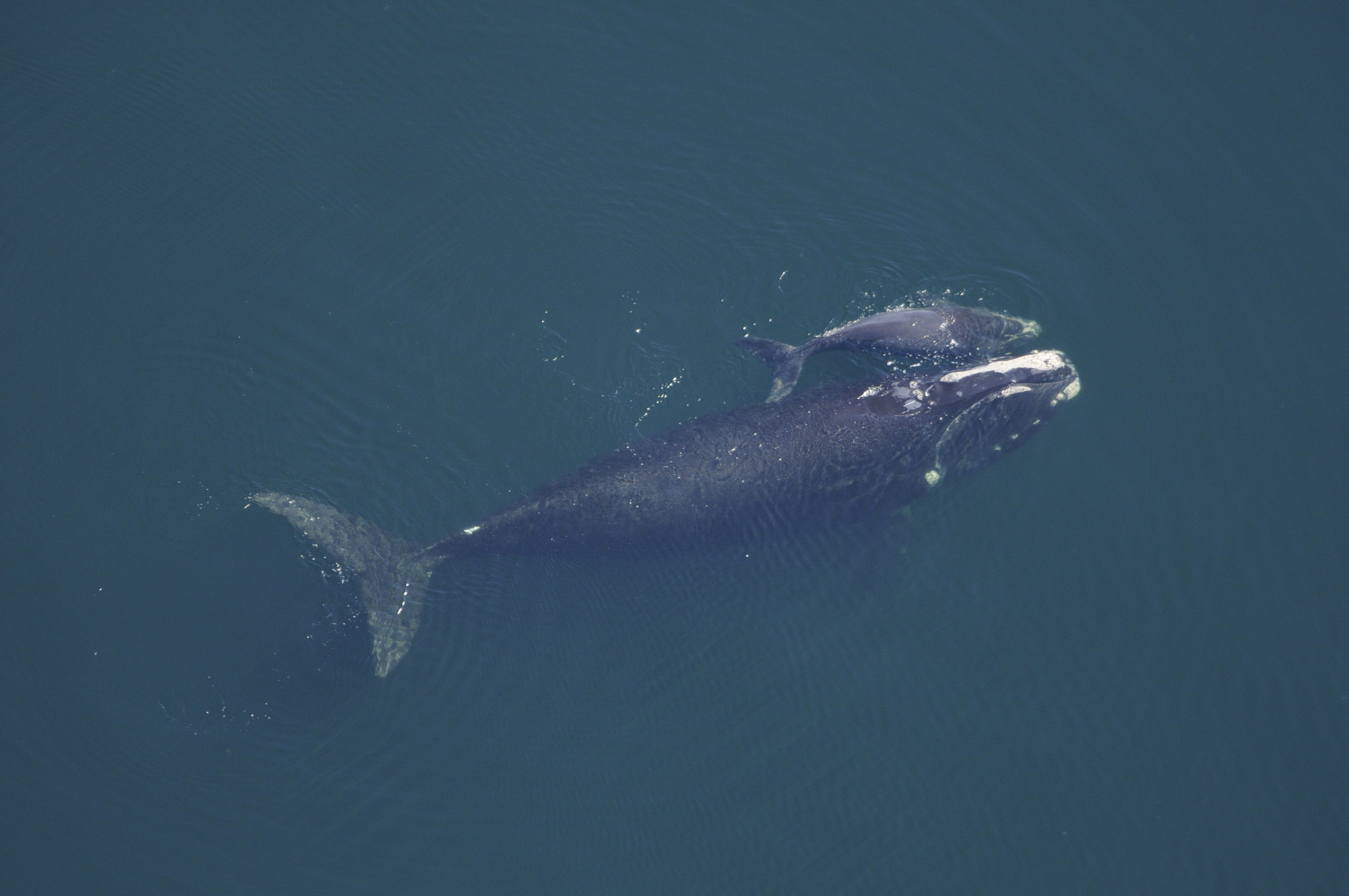
Baleine franche avec son petit

##### Baleine franche de l'Atlantique (Eubalaena glacialis)
Cette espèce en danger critique d'extinction est composée d'une population d'un peu plus de 350 individus en Atlantique Nord-Ouest (l'autre population, plus restreinte encore, se situe dans l'Atlantique Est). Bien qu'elle vive la majorité de l'année hors de la zone Caraïbe, elle utilise les côtes Est de Géorgie et de Floride, à l'entrée de la région, comme sites de reproduction. Certaines observations ont cependant été réalisées dans le Golfe du Mexique, indiquant une potentielle présence historique de ces animaux plus au Sud.

### Odontocètes(dauphins, orques et baleines à dents)

#### Delphinidae(dauphins et orques)

##### Orque (Orcinus orca)

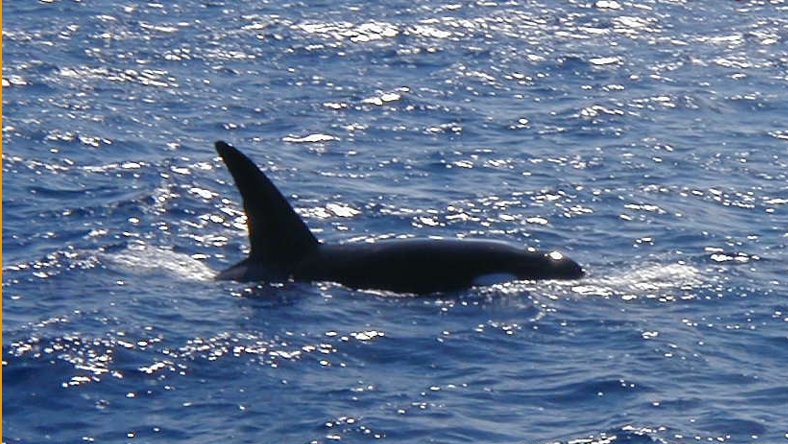
Orque au Sud-Est de la Barbade (Cobblers Reef)

L'Orque est le plus gros représentant de la famille des delphinidés et est présent dans toutes les mers du globe, bien que la majorité des études concerne les milieux polaires ou subpolaires. On retrouve cependant cette espèce dans l'ensemble de la région Caraïbe, tout au long de l'année, avec un morphotype qui ne correspond totalement à aucun de ceux décrit précédemment (Antarctique, Subantarctique, Nord-Ouest Atlantique, ou Nord-Ouest Pacifique).

##### Delphininés (Delphininae)

###### Dauphin tacheté de l'Atlantique (Stenella frontalis)
Le Dauphin tacheté de l'Atlantique est, comme son nom l'indique, endémique de l'océan Atlantique et se retrouve entre 50°N et 25/30°S,. Plusieurs populations existent dans l'Atlantique Ouest, avec notamment deux morphotypes,: un premier de grande taille, qui vit sur le talus continental dans des fonds de moins de 200 m, notamment dans le Golfe du Mexique le long de la côte américaine, à l'Ouest de la péninsule du Yucatan , et une forme plus petite plus au large et le long des iles.

###### Dauphin tacheté pantropical (Stenella attenuata)
Le Dauphin tacheté pantropical se retrouve dans les océans Atlantique, Pacifique et Indien, dans des profondeurs plus importantes que le Dauphin tacheté de l'Atlantique.
Cette espèce se rencontre fréquemment en milieu océanique dans le Golfe du Mexique et une des espèces de cétacé les plus courantes en milieu tropical de manière générale. Il semble également très commun dans le sud des Petites Antilles,.
Il a aussi été observé ailleurs dans la Caraïbe, notamment Puerto Rico, Tobago, République dominicaine, Vénézuela ou encore Colombie, en général dans des eaux profondes.

###### Dauphin à long bec (Stenella longirostris)

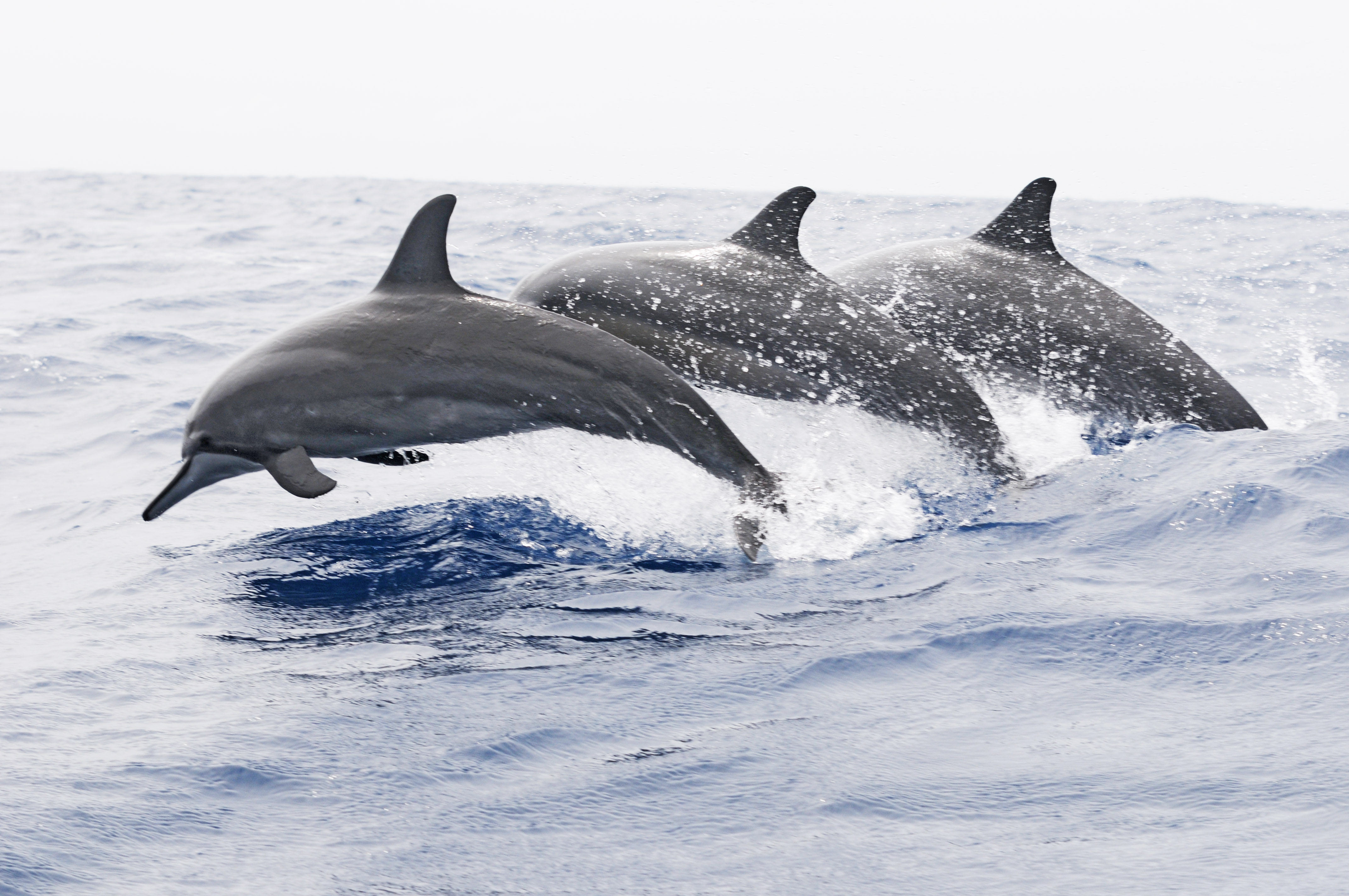
Dauphins à long bec Guadeloupe- FWI

Le Dauphin a long bec a une distribution mondiale similaire à celle du Dauphin tacheté pantropical.
Dans le Nord du Golfe du Mexique, il est observé essentiellement à l'Est du Mississippi, dans des profondeurs supérieurs à 200 m, tout au long de l'année. Il est supposé que les populations à l'intérieur du golfe (sans doutes partagées entre États-Unis, Mexique et Cuba) et dans celles vivant dans l'Atlantique Ouest sont distinctes.
On le retrouve dans tous l'arc caribéen, bien que de manière variable,,. Son habitat préférentiel serait autour des iles, avec un comportement plutôt côtier, et au niveau des monts sous-marins. Une population résidente importante se trouve dans les Bahamas. Ils sont chassés pour l'alimentation à Saint Vincent et les Grenadines.

###### Dauphin bleu et blanc (Stenella coeruleoalba)

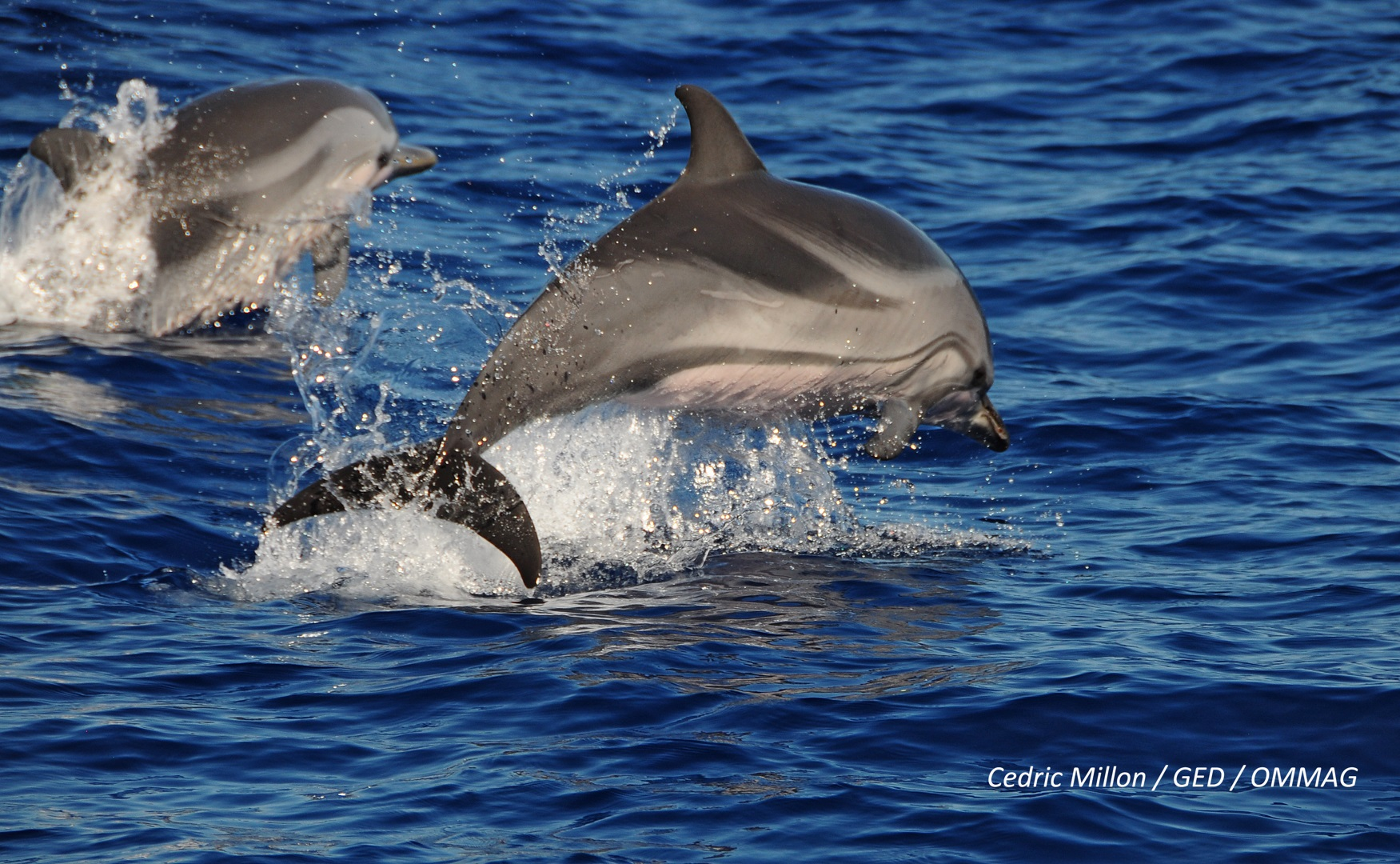
Dauphin bleu et blanc

Le Dauphin bleu et blanc est présent dans la majorité des eaux tropicales et tempérées du monde.
Dans le Nord du Golfe du Mexique, on retrouve cette espèce dans des profondeurs supérieures à 200 m et même majoritairement au-delà de 1 000 m de profondeur
Les observations dans la Caraïbe sont plutôt rares même si quelques observations ont été réalisées dans l'ensemble de l'arc, au niveau des Grandes Antilles (iles vierges américaines, Jamaïque, Puerto Rico) et des Petites Antilles,,

###### Dauphin de Clymène (Stenella clymene)
Les Dauphin de Clymène sont spécifiques aux eaux tropicales et subtropicales de l'océan Atlantique, essentiellement entre le New Jersey et le Sud du Brésil pour la partie occidentale. Dans le Nord du Golfe du Mexique les observations ont eu lieu essentiellement dans les eaux les plus profondes.
Il s'agirait d'un hybride entre le dauphin long bec et le dauphin bleu et blanc.

###### Dauphin commun (Delphinus delphis)
Depuis 2016, le Dauphin commun, auparavant divisé en Dauphin commun à long bec (Delphinus capensis) et Dauphin commun à bec court (Delphinus delphis), est considéré comme une seule et unique espèce. Il s'agit d'une des espèces de cétacés ayant la plus grande distribution et abondance, dans tous les principaux océans et tous les habitats.
Il semble cependant absent du golfe du Mexique et de la mer des Caraïbes, à l'exception du Nord de l'Amérique du Sud, au niveau des côtes de Colombie et du Vénézuela,.

###### Dauphin de Fraser (Lagenodelphis hosei)

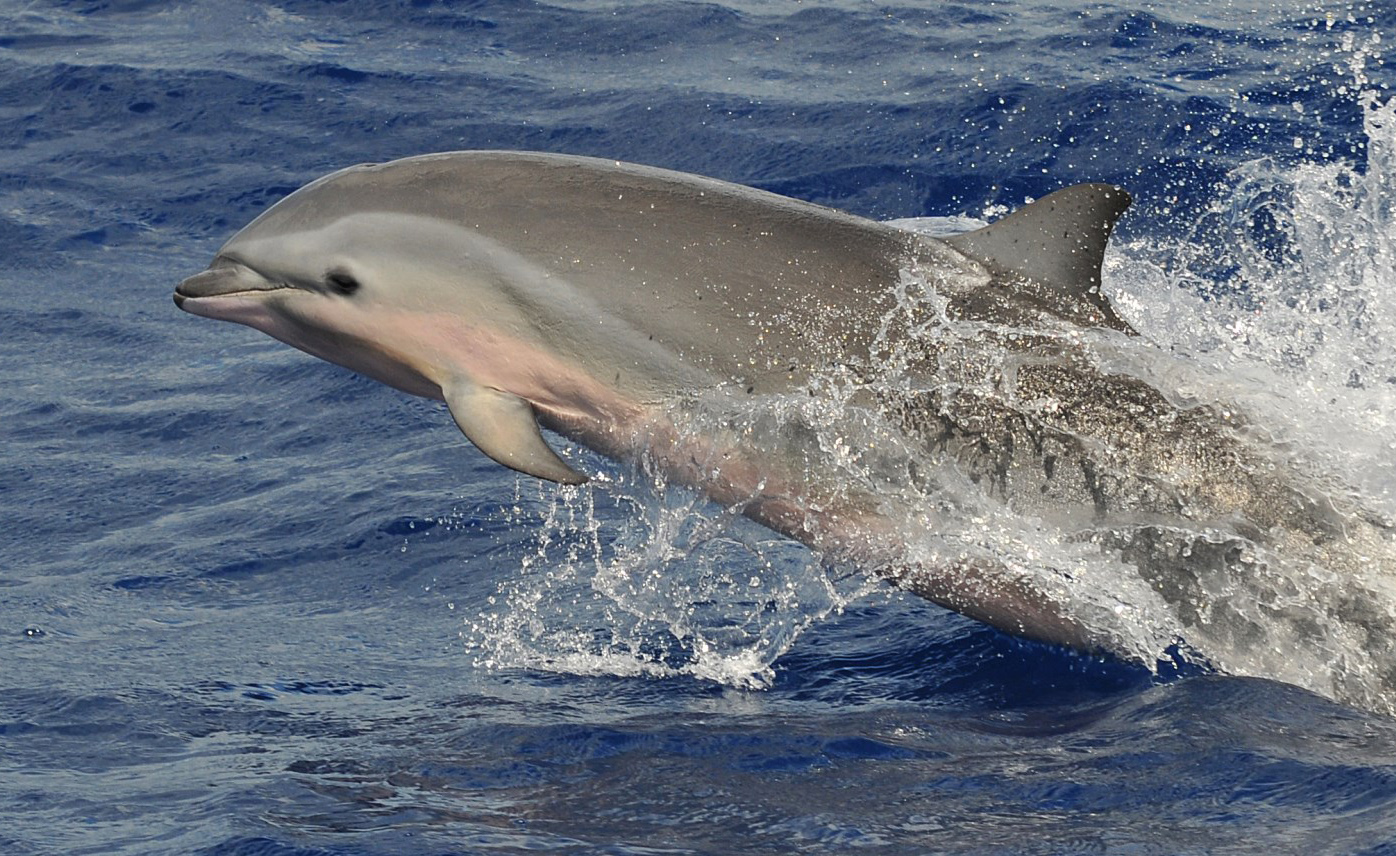
Dauphin de Fraser - Guadeloupe - FWI

Le Dauphin de Fraser est une espèces pantropicale vivant en 30°S et 30°N et on le retrouve donc dans la grande région caraïbe. Les populations sont généralement observées au large, dans des eaux profondes mais peuvent se rencontrer proche des côtes autour des iles océaniques, notamment les petites Antilles,.
Des observations dans la Caraïbe ont en particulier été réalisées à Puerto Rico, à Bonaire, ou dans les Antilles françaises,.

###### Grand Dauphin (Tursiops truncatus)
Le Grand dauphin est l'une des espèces de cétacé les plus communes: il a une distribution mondiale et on le retrouve dans les trois grands bassins océaniques. Son adaptation locale et sa structure sociale complexe ont produit de nombreuses populations bien différenciées, avec des variations morphologiques parfois marquées, notamment au niveau côtier,.
Au niveau caribéen notamment, la NOAA identifie plusieurs populations gérées indépendamment dans le golfe du Mexique tandis qu'autour de Puerto Rico un seul écotype a pu être identifié mais composé de deux lignées génétiques distinctes. La haute fidélité de ces petites populations à un seul site, ainsi que leur séparation génétique des autres populations, les rendent plus fragiles aux pressions humaines.
En plus des populations côtières locales, une forme océanique, vivant plus au large, est aussi observée dans la région Caraïbe,. Les relations génétiques entre les différentes populations, qu'elles soient côtières ou océaniques, nécessitent des études plus poussées pour être identifiées correctement
Il s'agit de l'espèce la plus couramment détenue en captivité dans la grande région Caraïbe. Plusieurs individus sont notamment capturés dans les eaux cubaines et exportés régionalement et internationalement.

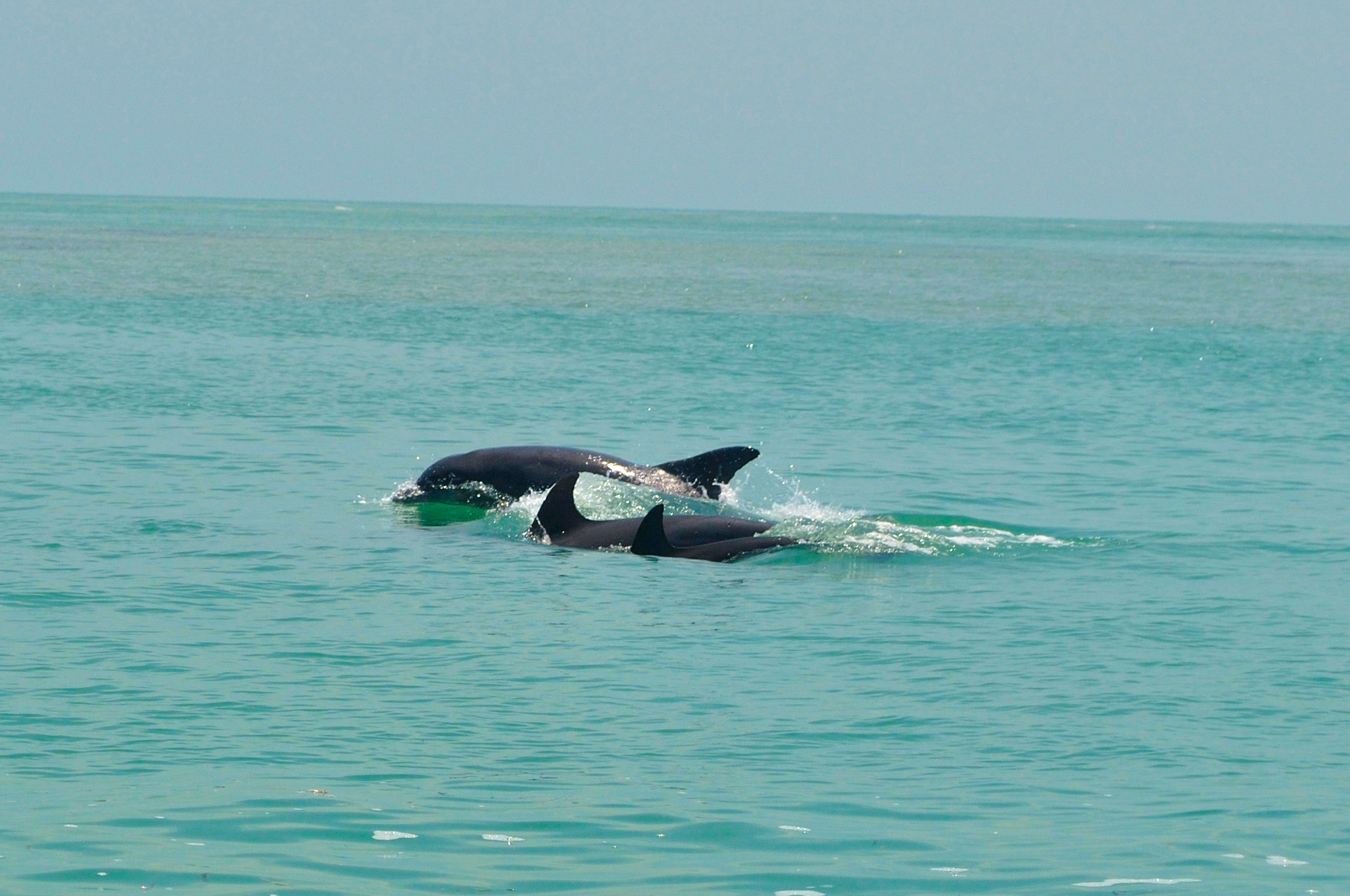
Grands dauphins au large de la péninsule du Yucatán, au Mexique
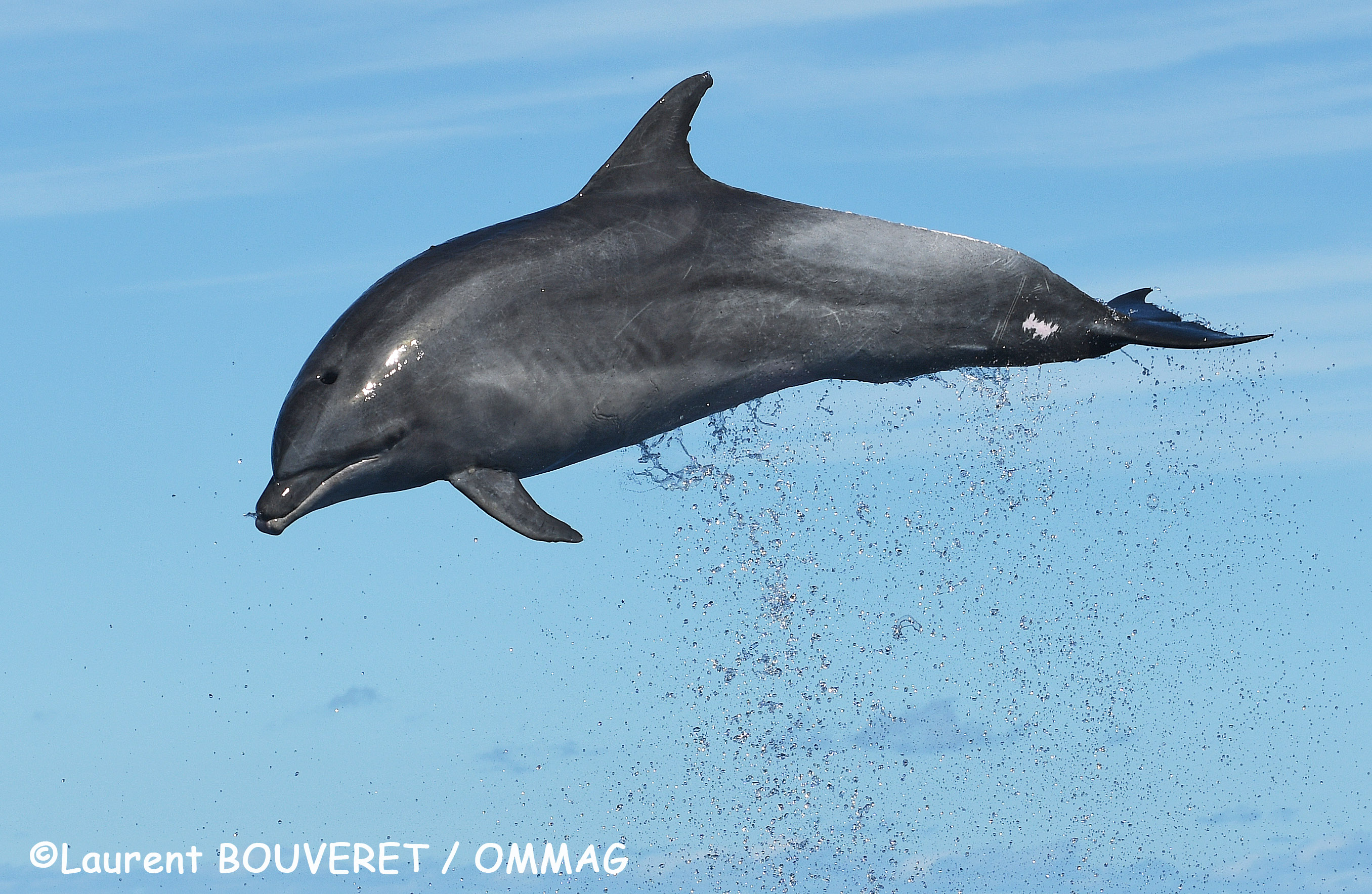
Grand dauphin en Guadeloupe

###### Dauphin de Guyane (Sotalia guianensis)
Le Dauphin de Guyane, ou sotalie, est une espèce très côtière, présente dans la zone de la région Caraïbe (depuis le Brésil) jusqu'au Honduras au Nord.
Il vit en groupes dans des eaux calmes et peu profondes, près de la côte et au niveau des estuaires, avec une forte fidélité à son site.
On retrouve une population isolée à plus de 500 km à l'intérieur des terres, le long de la rivière Orénoque au Vénézuela.

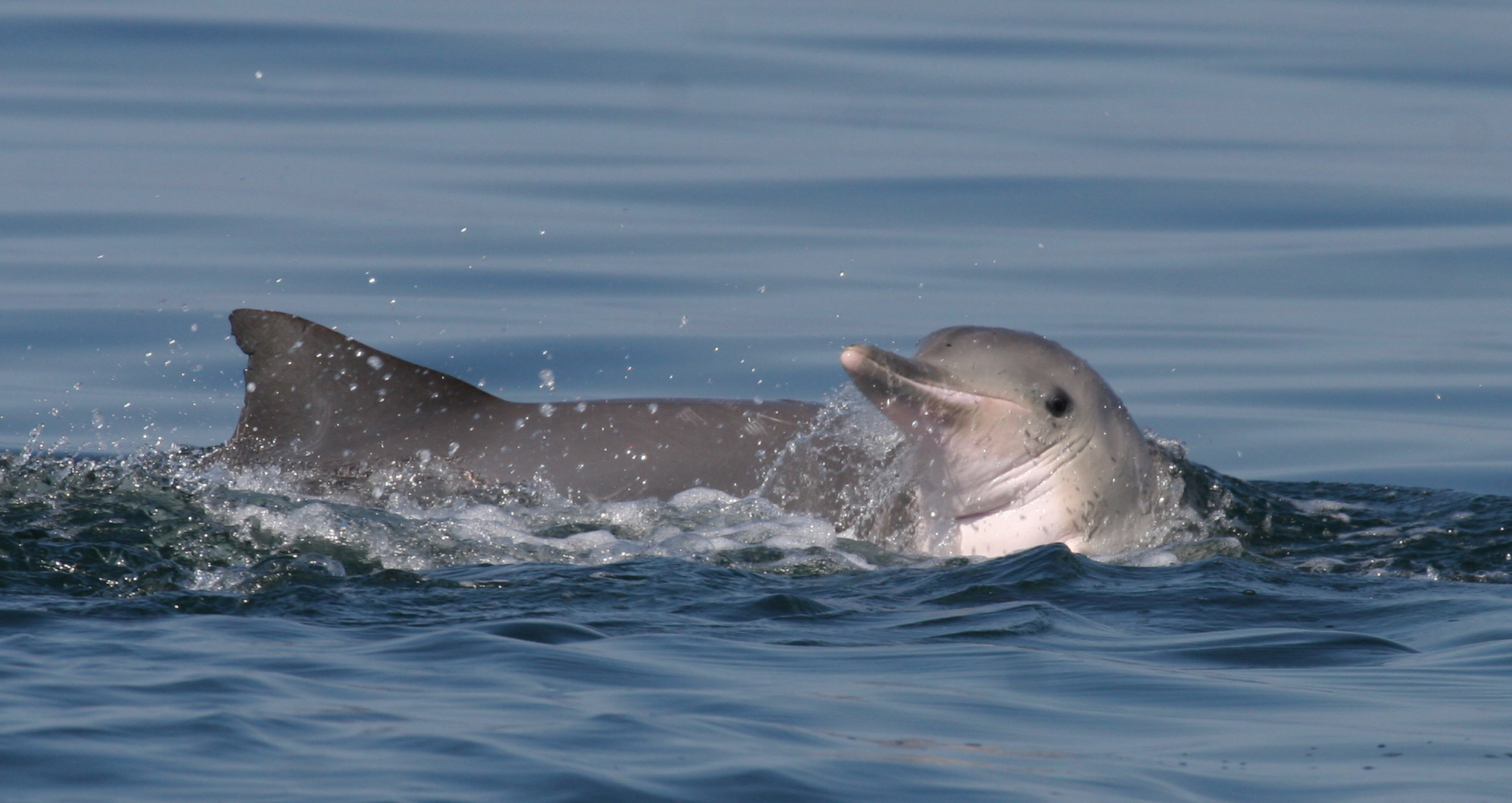
Sotalie

###### Tucuxi (Sotalia fluviatilis)
Les sotalies vivant dans le bassin hydrographique de l'Amazone sont par contre reconnues depuis la fin des années 2010 comme une espèce séparée de Sotalia guianensis, le Tucuxi, et ne semblent pas s'aventurer en mer. Ce qui n'en fait pas un mammifère marin sensu stricto, comme le dauphin rose de l'Amazone dont il est totalement distinct.
L'appartenance particulière de la population du lac de Maracaibo au Vénézuela à l'une ou l'autre des deux espèces de Sotalia reste encore sujette à questions.

##### Globicéphalinés (Globicephalinae)

###### Fausse orque (Pseudorca crassidens)
La Fausse orque, ou Pseudorque, est cosmopolite et se trouve dans toutes les mers du monde, entre 50°N et 50°S mais la densité de population diminue drastiquement au-dessus de 15° de latitude,. On la retrouve également dans la région Caraïbe , essentiellement autour des Grandes et Petites Antilles, et exceptionnellement dans les Caraïbes occidentales,. On retrouve cette espèce également dans le Nord du Golfe du Mexique, plutôt dans la partie orientale.

###### Orque pygmée (ou naine) (Feresa attenuata)

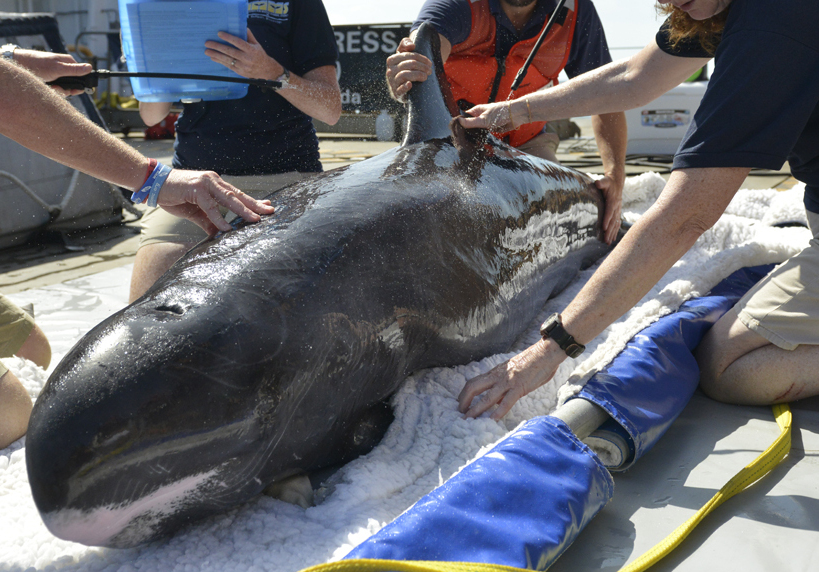
Orque naine échouée dans le Golfe du Mexique

Peu d'observation de l'Orque naine ont été réalisées dans la Caraïbe. Une capture a été réalisée à Saint Vincent en 1969 et un échouage de masse a eu lieu dans les Iles Vierges britanniques en 1995.

###### Globicéphale tropical (Globicephala macrorhynchus)

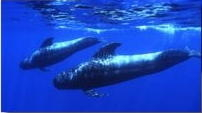
Globicéphales tropicaux dans la Caraïbe

Difficilement différentiable du Globicéphale noir dans l'eau, cependant les analyses génétiques morphologiques permettent de les distinguer. Leur répartition se recouvre au Nord de la région Caraïbe, le long de la côte américaine,, cependant seul le Globicéphale tropical se retrouve dans la région Caraïbe, l'autre espèce n'appréciant pas les eaux chaudes. Quelques échouages de Globicéphales noirs ont cependant été observé en Floride.
On retrouve le Globicéphale tropical dans toute la Caraïbe, et le long du plateau et du talus continental du Golfe du Mexique,. Elle semble être l'espèce de cétacé la plus courante autour de Puerto Rico et des iles Vierges Deux populations interconnectées sont présentes entre la Guadeloupe et la Martinique.

###### Dauphin de Risso (Grampus griseus)
Le Dauphin de Risso se retrouve dans les 3 principaux océans, dans les eaux tempérées ou tropicales, essentiellement au niveau du talus continental. On en retrouve d'ailleurs des concentrations plus élevées au niveau du talus continental du Golfe du Mexique même si on le rencontre globalement dans l'ensemble du domaine océanique. De même dans le Nord-Est Atlantique il s'observe le long du talus et s'éloigne plus au large l'hiver.
Des observations ont été réalisées notamment à Aruba, en Guyane française, au Venezuela ou au Mexique mais ils ne semblent pas communs dans la région.

###### Dauphin d'Électre (Peponocephala electra)
Le Péponocéphale se retrouve dans le monde entier dans les eaux tropicales et subtropicales.
Dans le golfe du Mexique les rares observations sont faites dans des eaux relativement profonde, au-delà de 800 m de profondeur . Les observations sont également assez rares dans le reste de la Caraïbe, Est ou Ouest, et sa distribution est donc peu connue,,,.

###### Sténo (Steno bredanensis)

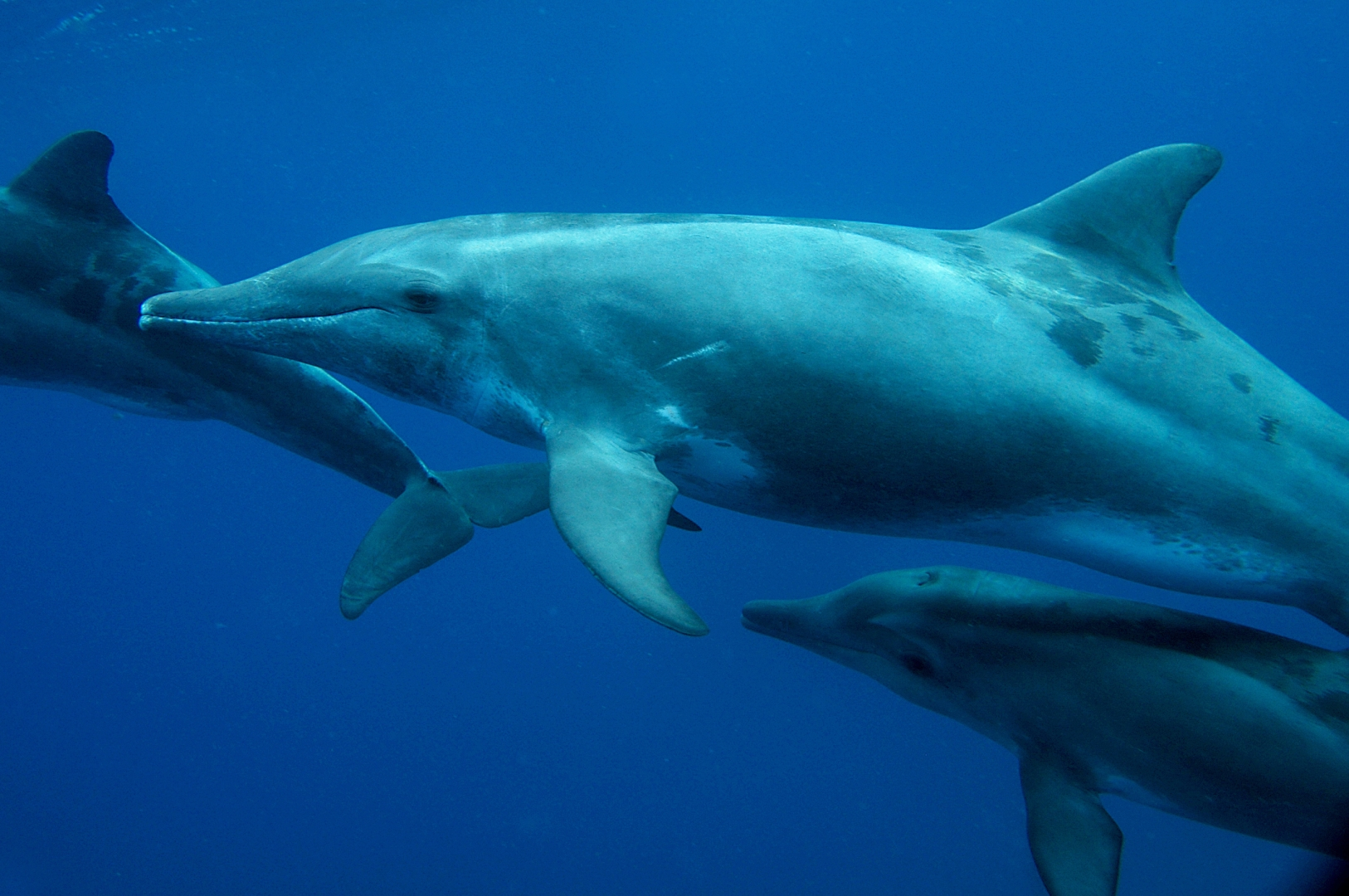
Steno rostré en Guadeloupe

Le Sténo est une espèce qui se retrouve dans toutes les eaux chaudes du globe, entre 40°N et 35°S, dans des habitats très variables. Les populations de sténos ont des structures finement définies. Ainsi les populations de l'Ouest et de l'Est de la Floride semblent séparées. Dans le Nord du golfe du Mexique les observations ont lieu essentiellement en milieu océanique et dans quelques cas au niveau du plateau continental.
Cette espèce a également été observées dans la mer des Caraïbes, notamment autour d'Aruba, au Honduras ou en Colombie.

#### Iniidae

##### Boto (Inia geoffrensis)

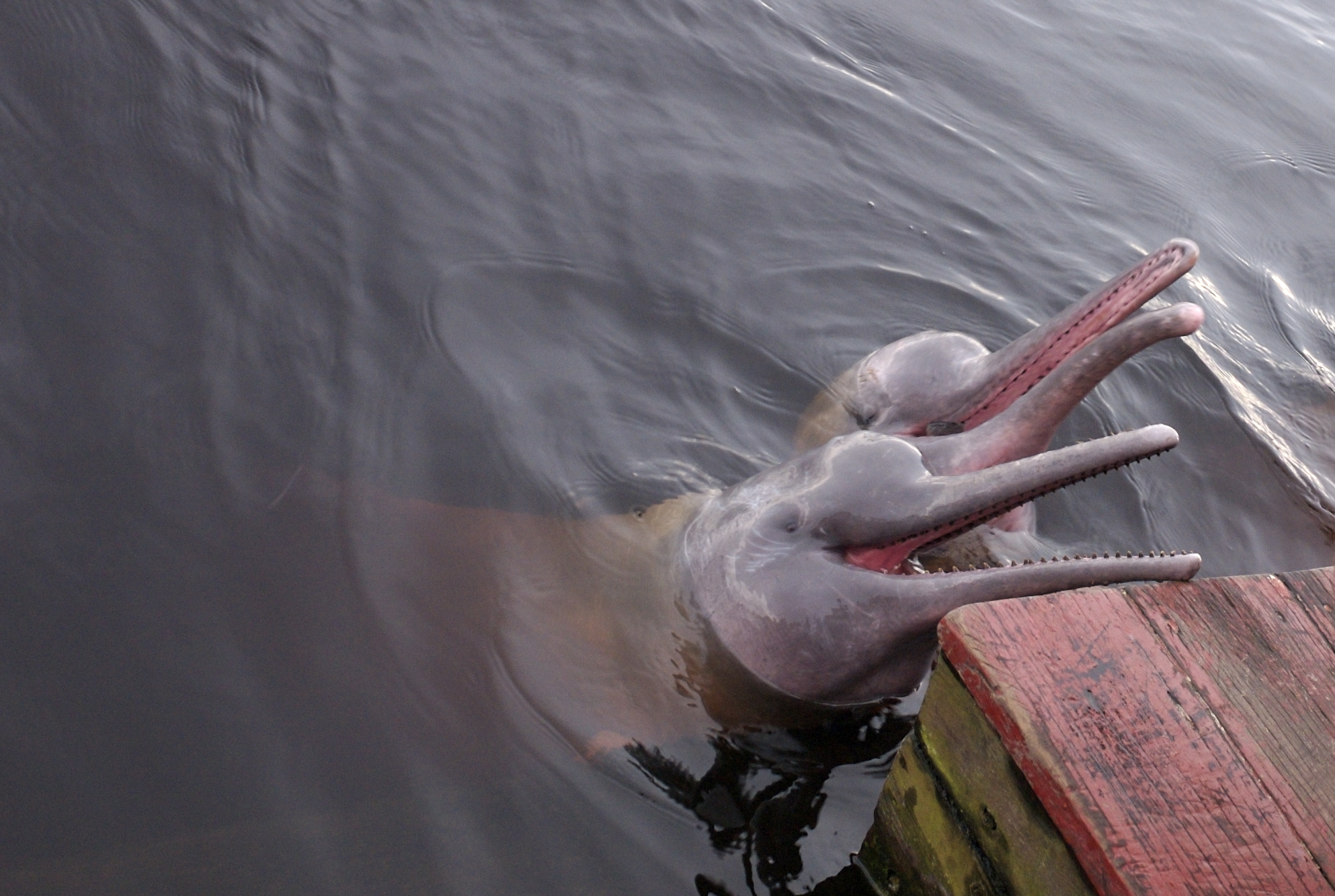
Boto dans le Rio Negro

Le genre des inidés ne comprend qu'une espèce, le boto, ou Dauphin rose de l'Amazone, uniquement dulçaquicole. Il vit dans les bassins hydrographiques de l'Amazone et de l'Orénoque, au Brésil, en Colombie, au Vénézuela, mais aussi, hors de la région Caraïbe, plus à l'Est, en Equateur, en Bolivie, et au Pérou. On le retrouve depuis les estuaires jusqu'à loin en amont, là où il est bloqué par les courants et les cascades.

#### PhyseteridaeetKogiidae(cachalots)

##### Cachalot (Physeter macrocephalus)
Le Cachalot est une espèce cosmopolite, se trouvant souvent à proximité des plateaux continentaux et des canyons.
La population des Petites Antilles est l'une des plus étudiées au monde, et est composée de plusieurs unités sociales (essentiellement des femelles et des jeunes), se déplaçant entre plusieurs iles et dont la majorité sont en déclin. La ou les population(s) de l'arc caribéen semble(nt) divisée(s) en trois clans vocaux, partageant un même répertoire vocal .
Les Cachalots sont les grands cétacés les plus communs dans le golfe du Mexique, où ils se déplacent en fonction des zones de hautes et de basse pression atmosphériques. Au moins une population semble résidente dans le golfe.

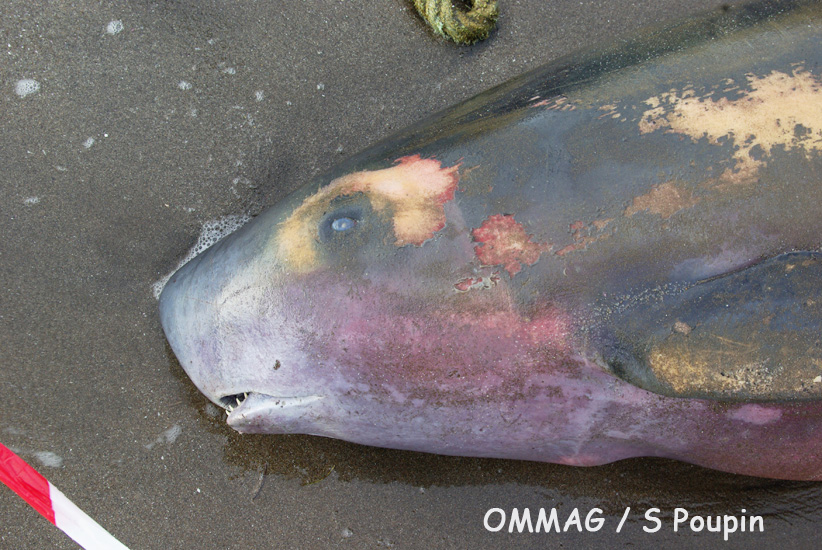
Cachalot nain échoué Antilles françaises 2011

##### Cachalot nain (Kogia sima)
Le Cachalot nain, dont la morphologie ressemble fortement au Cachalot pygmée (Kogia breviceps) se retrouve dans les eaux tropicales et tempérées du monde entier, bien qu'il semble préférer des eaux relativement plus chaude que Kogia breviceps.
Bien que cette espèce se rencontre peu, habituée à la haute mer, des observations ont été réalisées notamment le long de la Floride, dans le golfe du Mexique, et dans l'arc caribéen,,,. Des échouages ont aussi été observés dans le Sud et l'Ouest du bassin caribéenne, au Costa Rica (2006), au Honduras (2011), à Aruba et Curaçao et en Colombie (2008).
Le manque d'informations ne permet d'établir de tailles de populations et encore moins de tendances d'évolution de celles-ci.

##### Cachalot pygmée (Kogia breviceps)
Comme l'autre espèce de Kogia, le Cachalot pygmée est une espèce cosmopolite et on le retrouve le long de toute la façade Ouest Atlantique, de l'Argentine au Canada. Il vit également dans des eaux profondes et son comportement fait qu'il est peu observé en surface.
De nombreux individus échoués ont été observés dans la seconde moitié du 20 siècle notamment en Colombie, Puerto Rico, Iles vierges américaines et Mexique, et ce tout au long de l'année, ce qui laisse penser une présence continue dans le bassin caribéen malgré l'absence d'observations en mer. Aucune observation n'a été réalisée dans les eaux des Caraïbes néerlandaises laissant supposer un manque d'observation et non une absence de l'espèce.
Dans le Nord du Golfe du Mexique (ZEE des États-Unis), les deux espèces combinées sont estimées à 336 individus (en 2017/2018).

#### Ziphiidae(Baleines à bec)
Les ziphiidés observés dans la région comprennent la baleine à bec de Cuvier (ou Ziphius) et 4 espèces de mesoplodons qu'il est souvent difficile à identifier au niveau de l'espèce. La différenciation entre les différentes espèces de mésoplodon en mer étant très difficile, les données d'observation au large sont souvent regroupées sous Mesoplodon sp. Les baleines à bec de Blainville et de Gervais sont les 2 seuls mésoplodons présents dans la région en continu avec certitude, les 2 autres étant des cas extralimites. À noter qu'un mésoplodon inconnu a été enregistré à l'hydrophone dans le Golfe du Mexique.

##### Baleine à bec de Cuvier (Ziphius cavirostris)

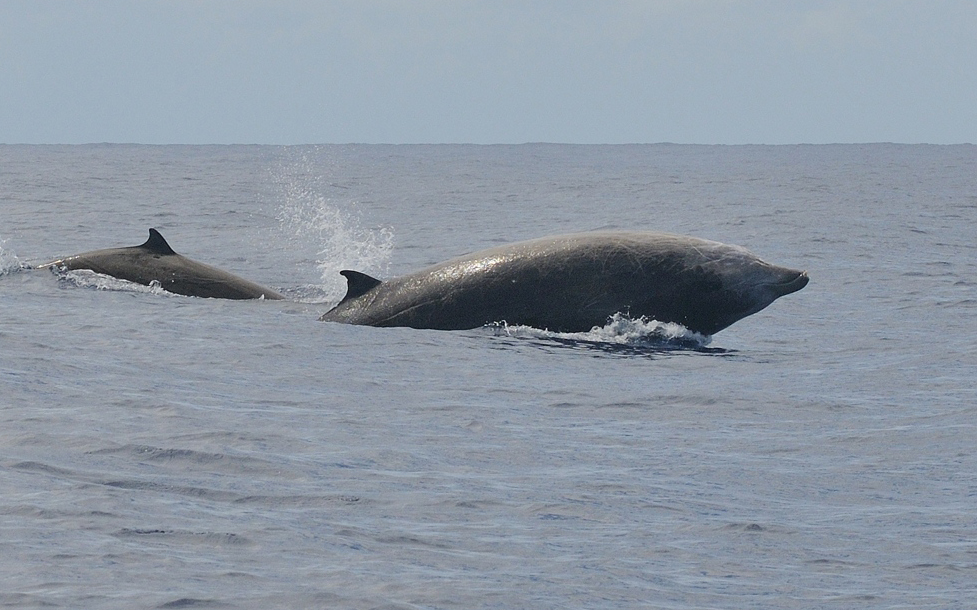
Baleine à bec de Cuvier - Dominique

La Baleine à bec de Cuvier, ou Ziphius, est l'espèce de la baleine à bec la plus courante et abondante. On la retrouve dans tous les océans, des tropiques aux régions polaires, avec une exception des eaux peu profondes et des très hautes latitudes.
Dans le Nord-Est Atlantique, elle se retrouve essentiellement le long de la bordure du plateau continental et, dans le golfe du Mexique, dans des zones où la profondeur est supérieure à 1 000 m.
Selon les études menées sur certaines populations, le ziphius semble avoir des déplacements relativement limités et une forte fidélité à une région précise, suggérant une structuration assez forte.
Cette espèce a la plus longue apnée connue au monde, ce qui rend sa détection et donc l'estimation de son abondance très difficile. On connait sa distribution essentiellement grâce aux échouages. Elle est d'ailleurs une des espèces de cétacés qu'on retrouve le plus souvent échouée dans le Nord-Est de la Caraïbe.
Des observations ont été réalisées notamment à Cuba, en République Dominicaine, à Saint-Martin, en Dominique, en Martinique, Saint-Vincent, en Barbade, au Vénézuela, en Colombie, dans les îles Sous-le-Vent néerlandaises ou encore à Puerto Rico.

##### Mésoplodon de Blainville (Mesoplodon densirostris)

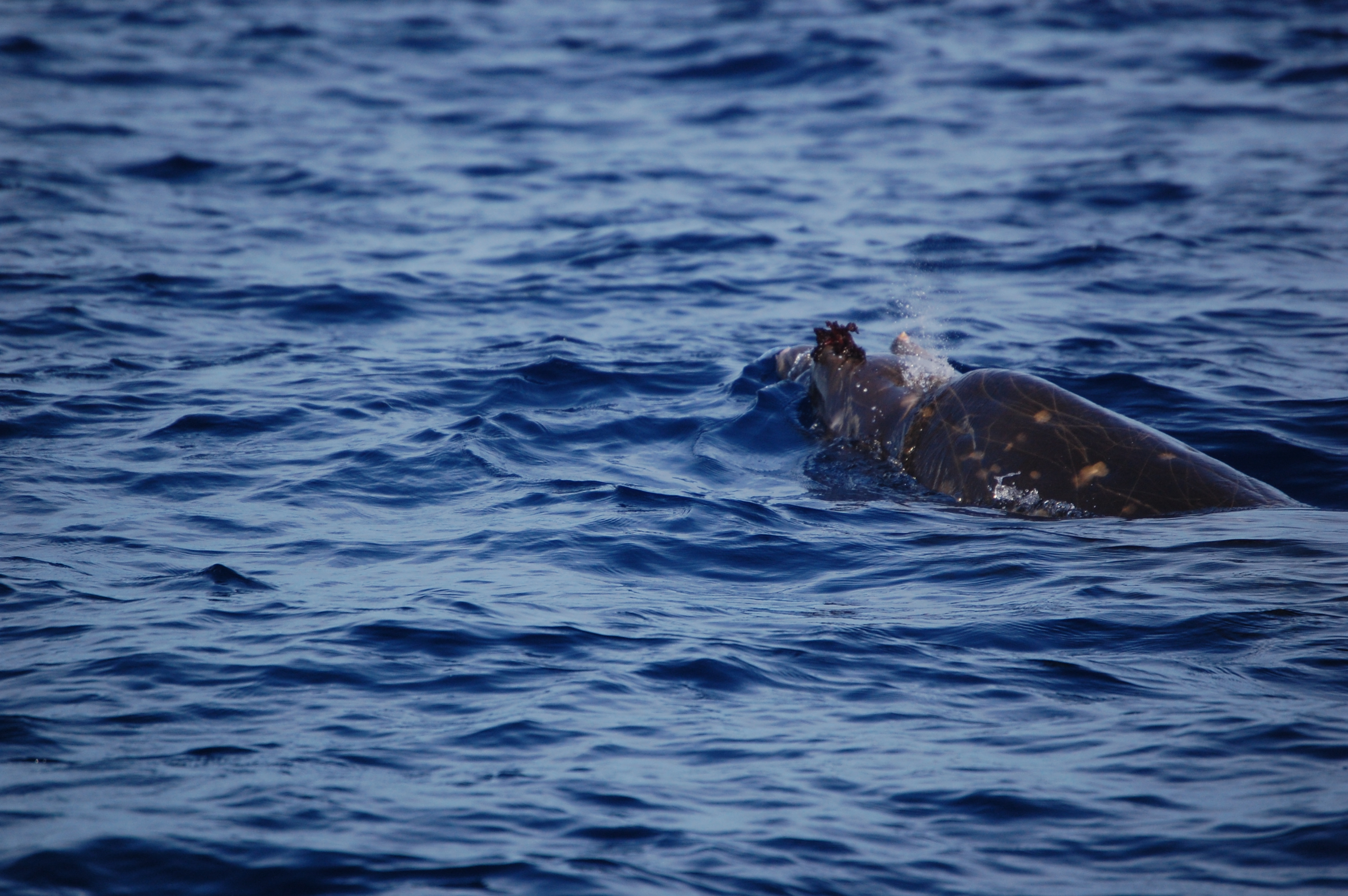
Baleine à bec de Blainville dans les Bahamas

La Baleine à bec de Blainville semble l'espèce de mésoplodon ayant la plus large distribution dans le monde et se retrouve dans des eaux eaux chaudes tempérées à tropicales dans tous les océans. On la retrouve surtout dans les eaux profondes mais elle peut s'observer plus près de la côte, en particulier autour des iles et à la limite des plateaux continentaux. Elle préfère les zones à forte déclivité ce qui lui permet de s'alimenter à la fois dans la couche de diffusion profonde (en) et au niveau du fond.
Elle a notamment été observée échouée notamment dans les iles Caïmans, à Puerto Rico et dans les Bahamas.

##### Baleine à bec de Gervais (Mesoplodon europaeus)

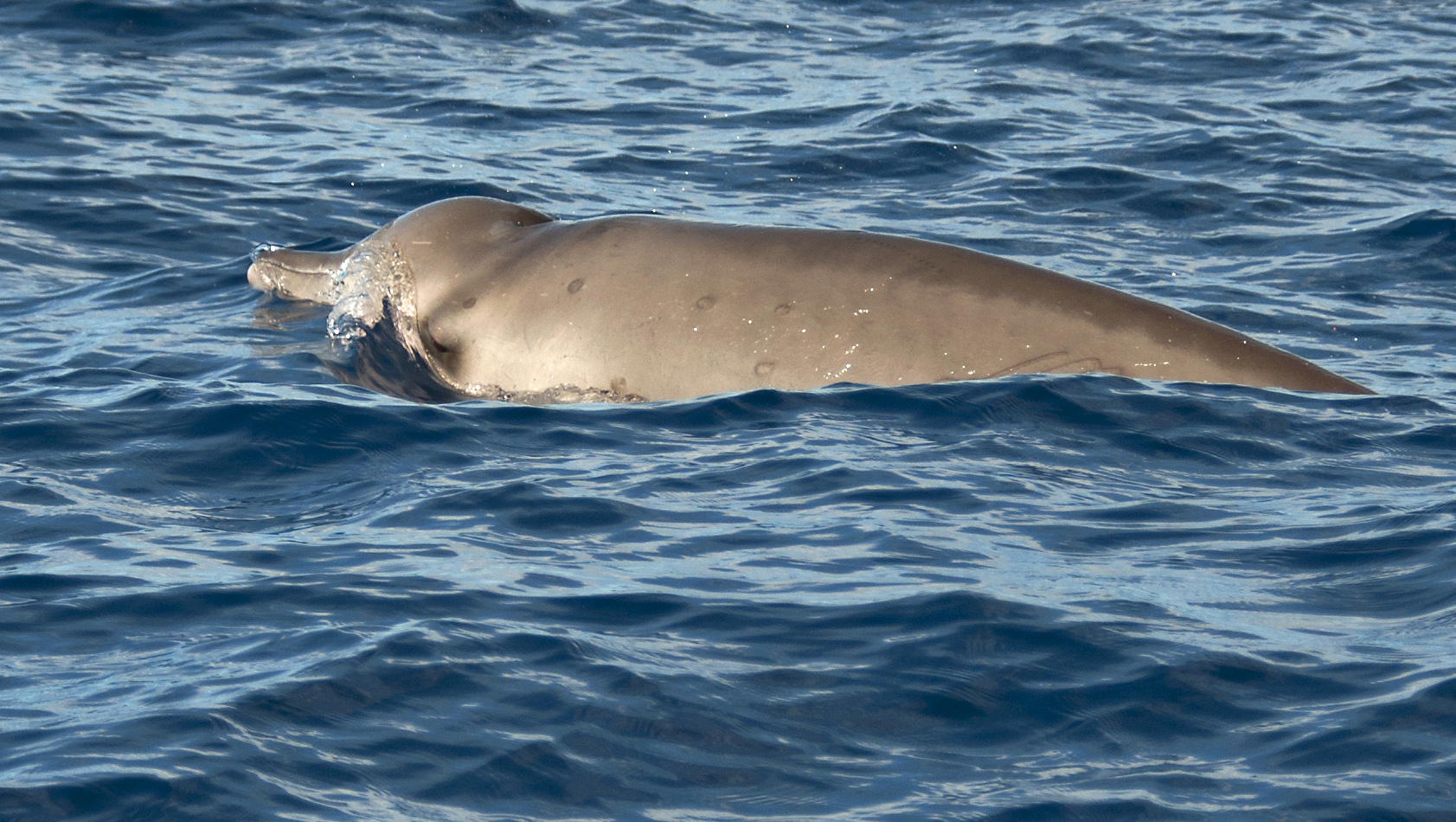
Baleine à bec de Gervais en Guadeloupe

Étant donné que la différenciation entre les mésoplodon en mer est compliquée visuellement, la majorité des observations sont recensée comme Mesoplodon sp. uniquement.
Elle a été observée échouée notamment à Trinidad, en Jamaïque, à Cuba, en République dominicaine, à Curaçao, à Bonaire dans les iles Vierges ou encore en Martinique et en Guadeloupe.

##### Baleine à bec de True (Mesoplodon mirus)
Dans le Nord Atlantique, cette espèce est surtout présente à la limite du plateau continental et plus au large, dans des eaux essentiellement tempérées, jusqu'en Floride et aux Bahamas. Un échouage de cette espèce a notamment eu lieu aux Bahamas en 1981.

##### Baleine à bec de Sowerby (Mesoplodon bidens)
Cette espèce est en limite de répartition dans la Grande région Caraïbe, plutôt habituée aux eaux froides de l'Atlantique Nord. Un seul échouage a eu lieu sur les côtes de Floride, en 1984, à l'intérieur du Golfe du Mexique mais semble être un animal perdu.

### Autresmammifères marins

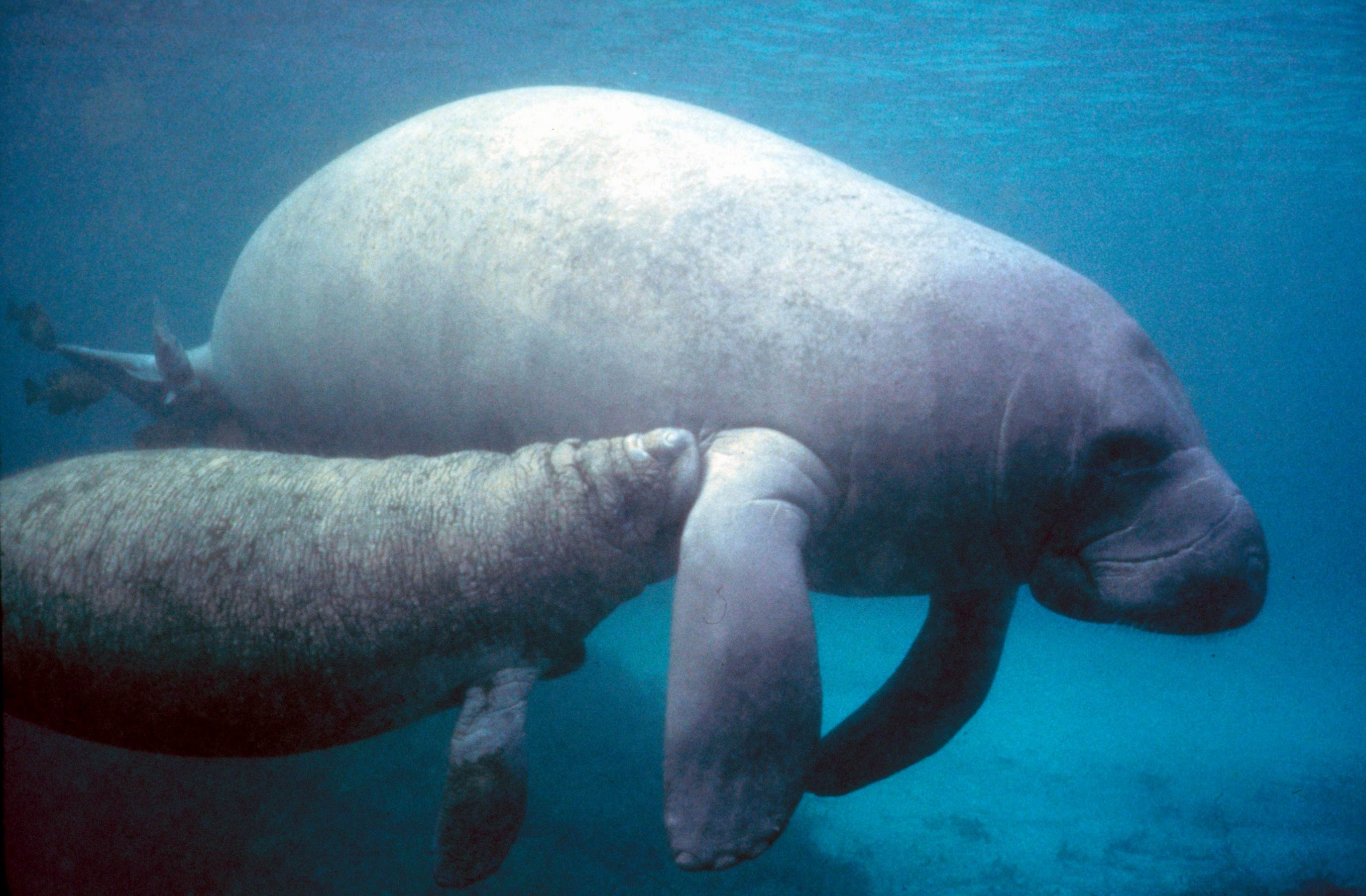
Lamantin des Antilles à Puerto Rico

D'autres espèces de mammifères marins, n'appartenant pas à l'infra-ordre des cétacés sont observables dans la Grande région Caraïbe:
- le Lamantin des Caraïbes est divisé en deux sous-espèces
  - le Lamantin des Antilles (Trichechus manatus manatus)[140]: sous-espèce de lamantin vivant entre la Floride et le plateau des Guyanes où il s'hybride avec le lamantin d'Amazonie (Trichechus inunguis)[141]. Il a disparu de l'ensemble des Petites Antilles depuis au moins un siècle même si des individus voyageurs passent dans les îles sous-le-vent[142],[143],[144];
  - le Lamantin de Floride (Trichechus manatus latirostris): sous espèce vivant uniquement en Amérique du Nord et particulièrement étudiée[144];
- le Phoque moine des Caraïbes (Monachus tropicalis): observé pour la dernière fois en 1952, l'espèce est officiellement considérée comme éteinte depuis 1986 par l'UICN[145]. Quelques observations dans la Caraïbe semblent attribuables à de jeunes phoques à capuchon (Cystophora cristata), perdus loin de leur aire de distribution[146].
- le Lion de mer de Californie (Zalophus californianus): cette espèce n'est pas locale mais a été introduite dans la Caraïbe dans les années 1950 et 1960[17].

## Menaces
Entre 2010 et 2014, le projet Lifeweb a réalisé une analyse cross-sectorielle des menaces pesant sur les mammifères marins dans la Caraïbe au travers de plusieurs cartes sur la pollution, le développement des côtes, le transport maritime et la pêche.
En 2020, dans le cadre du projet CARI'MAM (Caribbean mammals preservation network) financé par des fonds Interreg Caraïbes, le CAR-SPAW a produit une analyse du plan d'action pour les mammifères marins de la région de 2012. Elle identifie l'évolution des mesures de gestion prises depuis 8 ans par les pays et l'état des lieux des menaces par territoires.

### Interaction avec la pêche

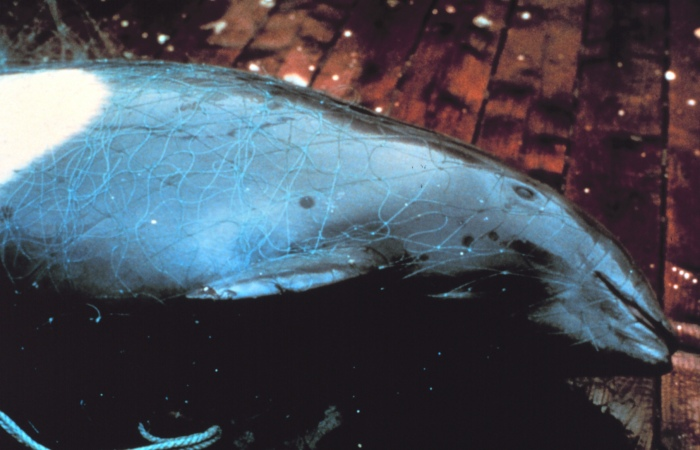
Cétacé pris dans un filet dans le Pacifique

Les mammifères marins peuvent se prendre dans les engins de pêche et finir noyés, blessés, ou remontés dans les filets comme prises accessoires. Dans la Caraïbe, la pêche est essentiellement artisanale, les informations concernant les prises accessoires manquent et les principales institutions concernées ne prennent peu ou pas en compte cette question dans leurs analyses et stratégies. Des enchevêtrements ont cependant été observés, notamment de cachalots dans les cordages de dispositifs de concentration de poissons ou de dauphins dans des filets maillants.
La surexploitation de nombreux stocks de poissons dans la région peut également avoir un impact sur le maintien des populations de cétacés qui s'en nourrissent.
Au-delà des interactions négatives entre pêcheurs et mammifères marins, plusieurs espèces de mammifères marins sont ciblées directement par des chasseurs dans la Caraïbe, légalement ou illégalement. Aucune de ces prises ne fait l'objet d'un suivi ou de rapportage comme demandé par le protocole SPAW. À cause du manque de données, l'impact de ces chasses sur les populations reste inconnu. Les espèces chassées sont variables: orques, globicéphales, sténelles, baleine à bosse (Bequia uniquement), lamantins, etc.

### Dégradation des habitats
L'urbanisation des côtes est en constante évolution dans l'ensemble de la région, que ce soit des terminaux de croisière, des ports, des stations balnéaires, etc. Ces développements s'accompagnent de problématiques de pollutions chimiques (eaux usées non traitées, hydrocarbures dans les ports, etc) et de pollution acoustique. Les mammifères marins sont rarement pris en compte dans l'état des lieux précédant les travaux, contrairement aux coraux et autres espèces benthiques côtières. Dans certaines régions de la Caraïbe[pas clair], le développement de l'exploitation pétrolière participe à ce phénomène, soit par l'installation de puits directement ou par le trafic maritime et les installations inhérentes à cette industrie.

### Pollution

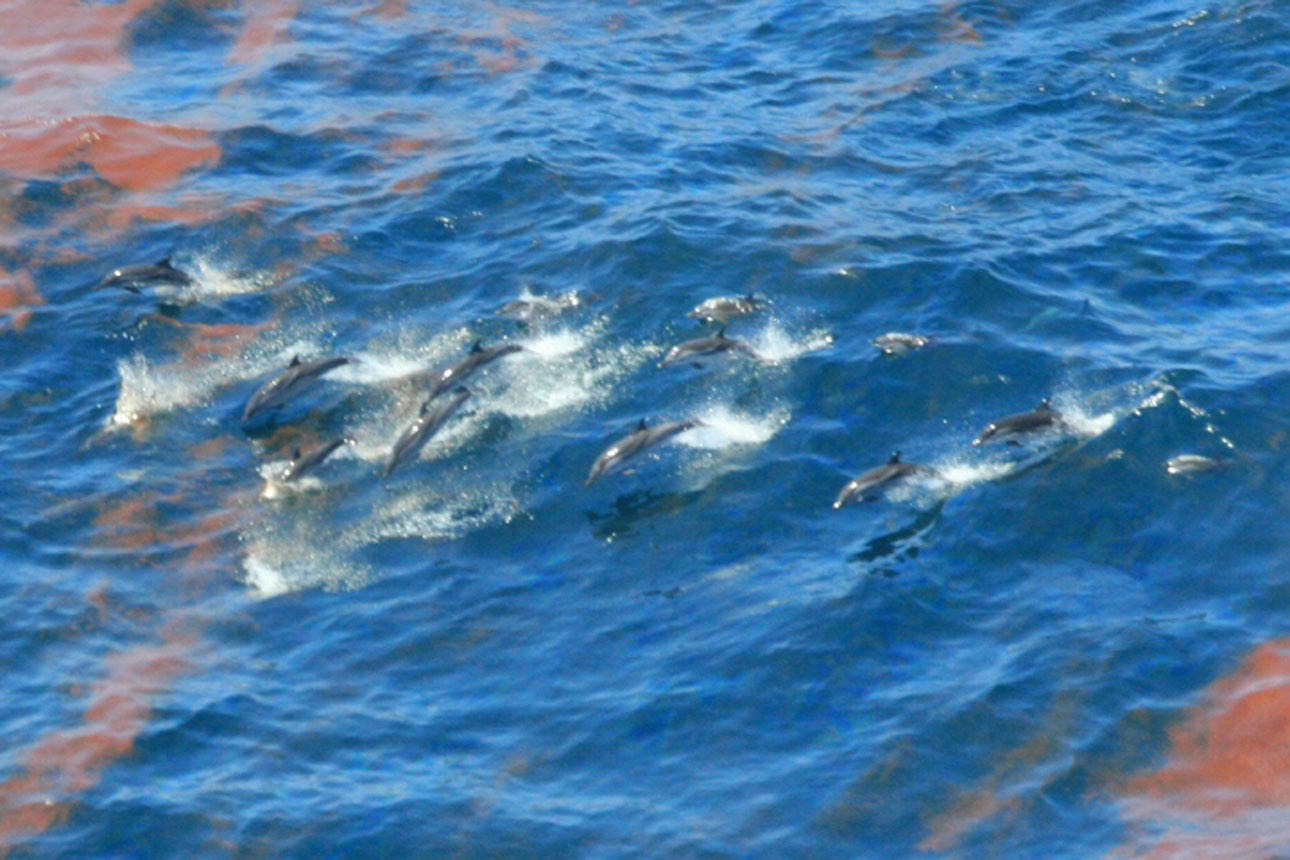
Dauphins bleus et blancs durant la marée noire issue de Deepwater Horizon

Les pollutions d'origines terrestre comprennent notamment l'eutrophisation des eaux côtières par les nutriments charriés par les cours d'eau et le lessivage des sols. Les iles de la Caraïbes sont peu concernées (sauf cas locaux) par ce problème mais des blooms algaux ont été recensés notamment en Floride, engendrant des événements de mortalités inhabituels chez des grands dauphins.
L'industrie pétrolière est en fort développement dans la région et plusieurs fuites de pétrole ont déjà été observées. La plus grosse catastrophe pétrolière des États-Unis, l'explosion de la plateforme pétrolière Deepwater Horizon, a des impacts à long terme sur les populations de cétacés du Golfe du Mexique .
Les métaux lourds comme le mercure s'accumulent le long de la chaine alimentaire. Les cétacés étant globalement au sommet de celle-ci, sont principalement touchés. Le mercure est notamment issu de l'orpaillage dans le bassin amazonien. La présence de mercure et de sélénium est notamment attestée dans plusieurs espèces de cétacés chassées et consommées à Saint-Vincent
La région connait aussi d'importantes pollutions par les déchets, notamment plastiques, pouvant être ingérés par les mammifères marins, ou dans lesquels ils peuvent s'empêtrer.

### Whale watching

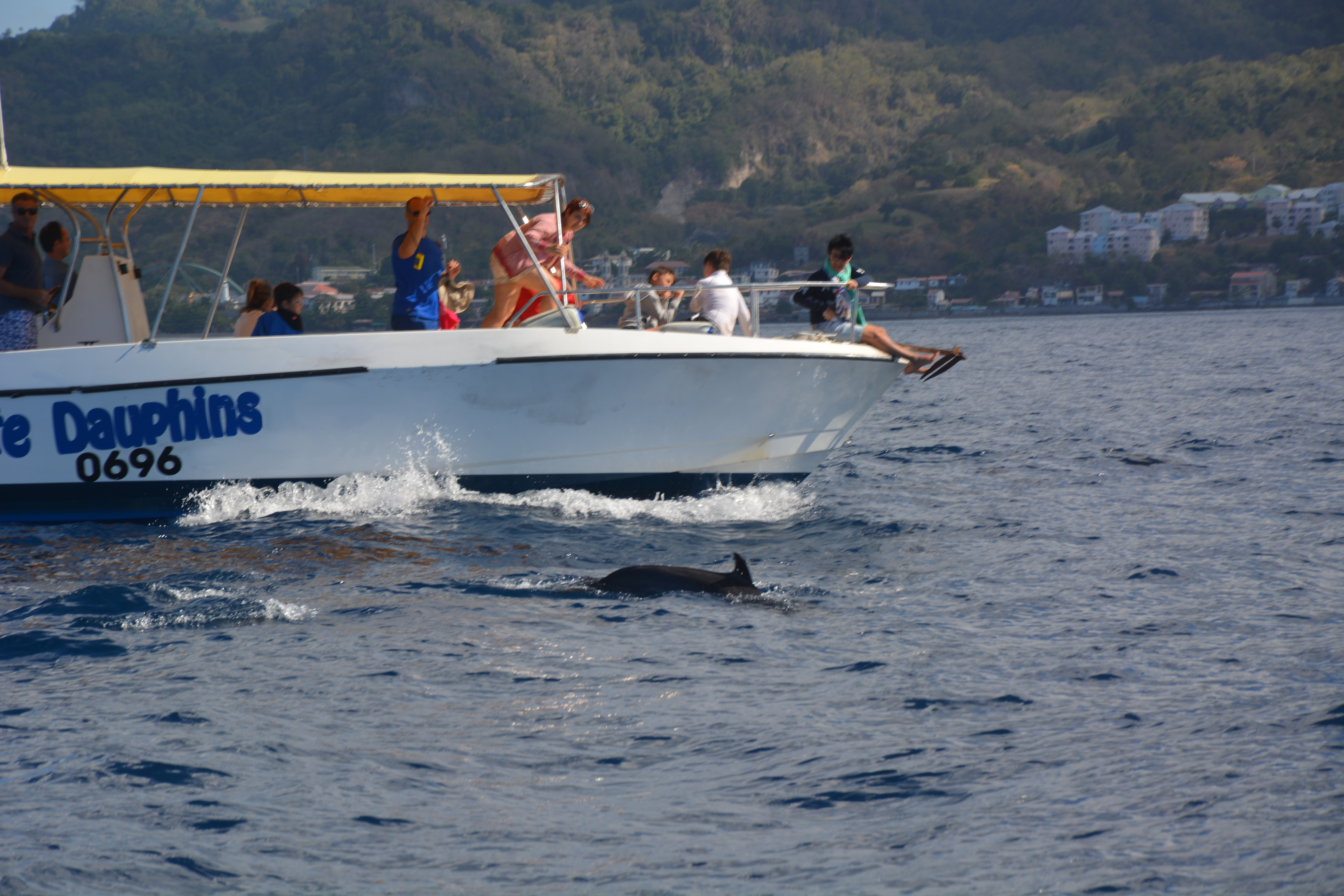
Observation commerciale des cétacés en Martinique

L'observation des mammifères marins (souvent résumé en « whale watching ») a commencé il y a moins de 50 ans dans la Caraïbe et n'a cessé de croitre depuis. En Dominique, cette activité génère environ 3 millions de dollars de profit et pour les Antilles françaises elle était estimée à plus de 2 millions d'euros en 2015. Bien qu'il s'agisse d'une pratique qui peut soutenir le développement économique de certains territoire, tout en servant d'outil de sensibilisation important, elle peut aussi être très dommageable pour les animaux visés si elle est mal pratiquée ou trop intensive. Il existe un guide de bonnes pratiques porté par le protocole SPAW.

### Manque de connaissances
Il existe relativement peu de programmes d'acquisition de connaissances sur les mammifères marins  dans la région et les données existantes sont dispersées. La majorité des suivis sont réalisés par des associations avec peu de liens entre eux, engendrant une dispersion des résultats et la difficulté à réaliser des analyses globales. Le manque de connaissances sur la distribution des espèces et l'estimation de leur abondance est un problème important dans leur conservation.
Le projet Lifeweb, achevé en 2014, a permis une première analyse de la répartition des espèces en croisant les différentes sources de données disponibles sous forme d'une carte interactive,. En Guadeloupe, une étude de 2021 a tenté de rassembler plusieurs jeux de données issues de sources variées pour répondre à cette disparité d'informations.
Les échouages de mammifères marins dans la région peuvent servir de source importante d'information sur les menaces qui pèsent sur ces animaux, tout comme sur la distribution des espèces. Cependant ces événements sont globalement sous utilisés.

### Captivité

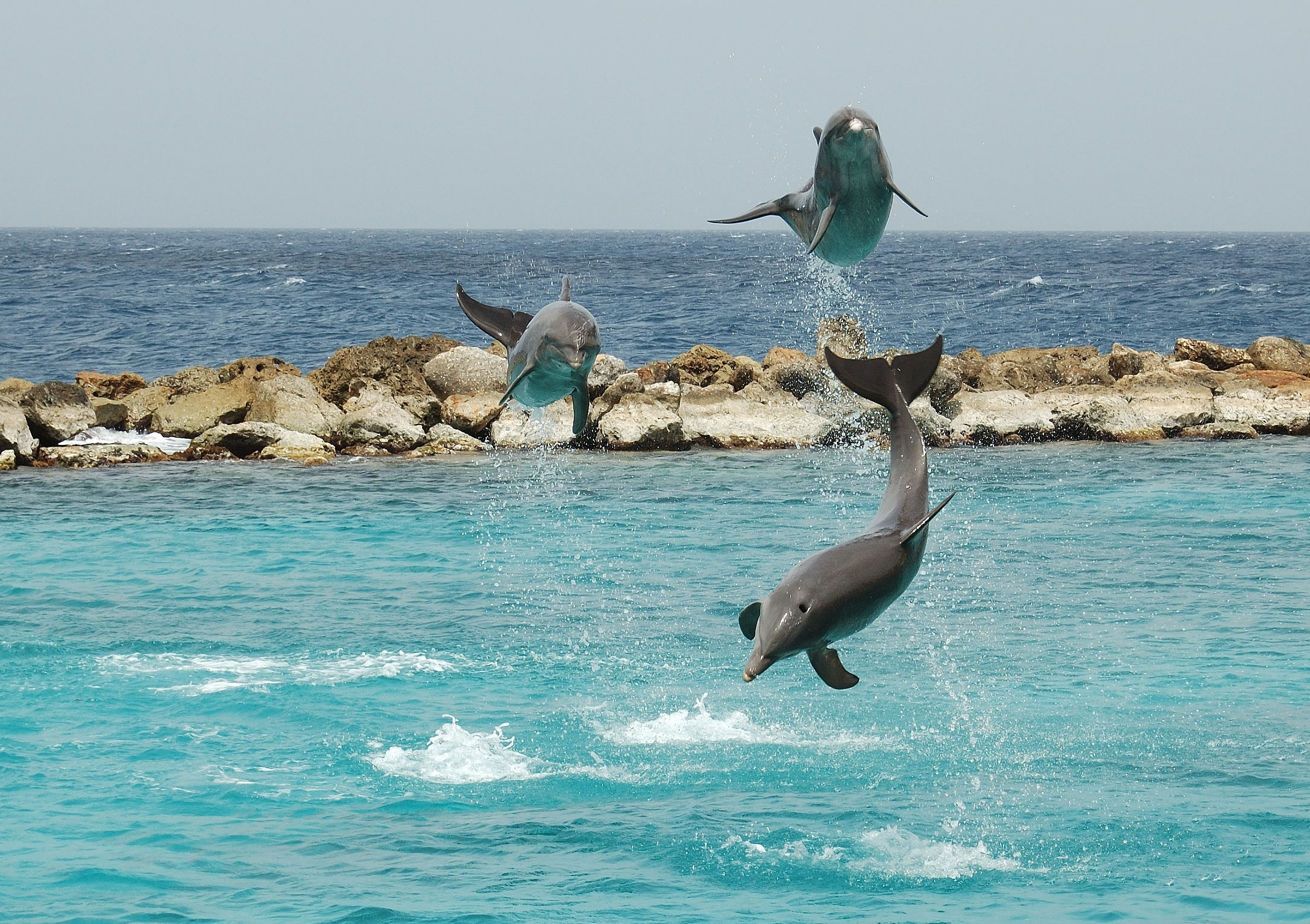
Grands dauphins en captivité à Curaçao

On compte plus de 50 installations dans lesquelles des mammifères marins sont tenus en captivité dans la Caraïbe, à des fins de loisir, que ce soit en mer ou en piscine. Au-delà de la question du bien être des animaux en captivité dans des delphinariums , plusieurs pays capturent des animaux sauvages pour animer ces établissements. Ainsi Cuba par exemple exporte régulièrement des grands dauphins dans plusieurs pays. Cette espèce est la plus commune en captivité .

### Pollution sonore
La pollution sonore a un fort impact sur les différentes espèces de mammifères marins, car elles dépendent elles-mêmes du son pour les principaux aspect de leur vie (communication, repérage, etc.). La pollution sonore dans la région provient notamment des campagnes sismiques, en lien avec l'exploration pétrolière, des sonars militaires, et du trafic maritime. Bien que des échouages liés à la pollution sonore aient été documentés, un manque de connaissance sur le niveau de pollution dans la région existe, ainsi qu'un manque de directives régionales sur l'atténuation des effets des campagnes sismiques.

### Collisions
Le trafic maritime le long des grands axes de transport dans la Caraïbe peut conduire à des collisions avec les grands cétacés, et en même temps augmente la pollution acoustique dans le milieu marin. Le nombre de collisions recensées est cependant faible, sans doutes à cause d'un manque de remontée de l'information. Bien que les routes de navigation sont connues, les secteurs à risque pour les animaux ne le sont pas suffisamment, et/ou basés sur des extrapolations,. Les petits cétacés, ainsi que les lamantins, peuvent aussi être sujets à des collisions avec des petits bateaux (bateaux de pêche ou de loisir) ou avec leurs hélices.

### Changement climatique
L'impact du changement climatique sur les mammifères marins est difficilement prévisible, a fortiori en milieu tropical. Les populations de petits cétacés vivant proche des côtes, dans des zones restreintes, auront plus de mal à s'adapter. Le stress thermique (en), les efflorescences algales, la diminution du débit des fleuves et donc la concentration des contaminants, ou encore la diminution des stocks de poissons et la destruction de certains habitats clés comme les récifs coralliens sont autant de menaces qui pèsent sur les mammifères marins,.

## Gestion

### Réglementation internationale
Au niveau mondial, les pays membres de la Commission baleinière internationale ont ratifié un moratoire interdisant la chasse à certaines espèces de cétacés. Ce moratoire ne concernant que la chasse commerciale, la chasse de subsistance et la chasse dite scientifiques sont soumises à dérogation et à quota. Au niveau caribéen, Saint Vincent et les Grenadines (ile de Bequia) possède une dérogation pour chasse "aborigène" concernant la baleine à bosse. Ils sont autorisés à tuer 28 individus entre 2019 et 2025. Le commerce des mammifères est bien entendu également couvert par la convention CITES.
Au niveau régional, les pays signataires du Protocole SPAW de la Convention de Carthagène s'engagent à protéger totalement les mammifères marins sur leur territoire. En effet, toutes ces espèces sont inscrites à l'annexe II du protocole relatif aux zones et à la vie sauvage spécialement protégés (SPAW) de la Convention de Carthagène. Cela signifie que pour les 17 pays signataires du protocole toute forme de destruction et de perturbation est interdite, leur possession et leur commerce sont également interdits, ainsi que les produits dérivés de ces espèces. Toute activité humaine ayant un impact sur leur habitat est censé être réglementée. Le protocole prévoit cependant que des dérogations puissent être demandées à des fins scientifiques, éducatives ou de gestion nécessaires à la survie de l'espèce.
Un plan d'action pour les mammifères a été adopté par les parties du protocole en 2008.
Le projet Lifeweb proposait en 2014 divers scénarios de renforcement de la protection des mammifères marins au niveau régional, notamment l'implémentation de 3 zones maritimes particulièrement vulnérables (PSSA): Au nord de la République dominicaine et au nord de Puerto Rico, au niveau du canal des Îles Vierges à l'Ouest de Saint-Thomas, au Nord-Ouest de Sainte-Lucie, le long de la Martinique et de la Dominique et au Sud de la Guadeloupe.

### Réglementations nationales
En 2020, une étude portant sur la législation nationale de chaque pays a été menée par le CAR-SPAW dans le cadre du projet CARI'MAM. Cette enquête a permis de préciser les réglementations nationales spécifiques aux mammifères marins par pays (ce qui n'exclut une législation générale et globale en matière d'environnement, de pêche ou de biodiversité incluant ces animaux). L'analyse du plan d'action pour les mammifères marins de 2012 fournit d'autres éléments sur les réglementations nationales.
| Pays                            | Réglementation spécifique |
| ------------------------------- | --- |
| Antigua et Barbuda              | |
| Bahamas                         | Bahamas Marine Mammal Protection Act entré en effet en 2006 et mis à jour en 2010 |
| Barbade                         | ne possède pas de réglementation spécifique |
| Belize                          | Acte sur les ressources halieutiques (2020) statuant sur la protection intégrale des mammifères marins. |
| Colombie                        | - Constitution politique (1991) établissant les devoirs de l'État colombien en matière de protection des ressources naturelles et plus spécifiquement de la diversité et de l'intégrité de l'environnement, garantissant la participation des communautés dans les processus de prise de décision. - Lois relatives à la protection de la faune sauvage et des écosystèmes : décret-loi 2811 (1974) dictant le Code national des ressources naturelles renouvelables et de protection de l’environnement. - Décret 1681 (1978) réglementant la conservation et l'utilisation des ressources hydrobiologiques                                              |
| Costa Rica                      | |
| Cuba                            | pas de régulation spécifique concernant les mammifères marins mais il existe un règlement pour le contrôle et la protection de la diversité biologique d'intérêt particulier, incluant tous les cétacés et les lamantins. |
| Dominique                       | |
| République dominicaine          | - Loi générale à l’environnement et aux ressources naturelles (loi 64 de l’an 2000) ; - Loi sectorielle sur les aires protégées (loi 202 de l’an 2004) ; - Loi générale de biodiversité (loi 333 de l’an 2015) |
| France                          | Arrêté ministériel fixant la liste des mammifères marins protégés sur le territoire national et les modalités de leur protection (2011) |
| Grenade                         | ne possède pas de réglementation spécifique |
| Guyana                          | ne possède pas de réglementation spécifique |
| Haïti                           | |
| Honduras                        | pas de réglementation spécifique mais possède un régime de protection générale à la faune sauvage et aux écosystèmes dont bénéficie ces animaux. |
| Jamaïque                        | |
| Panama                          | - Loi établissant le corridor marin pour la protection et la conservation des mammifères marins dans les eaux sous juridiction nationale (2005). - Résolution 0530-2017 du Protocole sur l’observation des cétacés dans les eaux sous juridiction nationale. - Décret exécutif 6-A sur les dispositions pour réduire les blessures de mammifères marins lors des activités de pêche. |
| Mexique                         | - Code pénal fédéral (version en vigueur de 2020) : article 420 de la Loi générale de l’équilibre écologique et la protection de l’environnement (version en vigueur de 2019) et article 20 Bis. 6, Art. 28, Art. 51, Art. 131 y Art. 132 relatifs aux écosystèmes marins incluant la faune et la flore aquatique. - Loi générale relative à la faune sauvage (version en vigueur de 2020) : article 55 Bis (version en vigueur de 2010) et Art. 60 Bis. - Protocole d’attention pour l’échouage des mammifères marins (2014). - Décrets d’établissement des Aires Naturelles Protégées. - Accords sur les plans de gestion d’Aires Naturelles Protégées. |
| Montserrat                      | pas de réglementation spécifique mais possède un régime de protection générale à la faune sauvage et aux écosystèmes dont bénéficie ces animaux. |
| Nicaragua                       | |
| Pays-Bas                        | - Décret sur la pêche BES de 2010. - Acte sur la Nature BES de 2010 (se référant aux espèces sous sections f, g, h et i du protocole SPAW). - Cadre de conservation de la nature. |
| Sainte-Lucie                    | Pas de réglementation spécifique |
| Saint Vincent et les Grenadines | Réglementation aborigène de chasse de subsistence à la baleine (2003). |
| Trinidad et Tobago              | pas de réglementation spécifique mais possède un régime de protection générale à la faune sauvage et aux écosystèmes dont bénéficie ces animaux. |
| Îles Turks-et-Caïcos            | Ordonnance de protection halieutique (version en vigueur de 2018). |
| États-Unis d'Amérique           | - Acte de protection des mammifères marins. - Acte des espèces en danger. - Acte sur le bien-être animal. - Acte d’information sur la protection du consommateur de dauphin |
| Vénézuela                       | pas de réglementation spécifique mais interdiction d'exploiter une espèce tant qu'un programme d'exploitation n'a pas été lancé. Ce qui exclut théoriquement les mammifères marins |
| Iles Vierges britanniques       | |

### Sanctuaires pour les mammifères marins
Plusieurs pays ont classé tout ou partie de leur zone économique exclusive en sanctuaire pour les mammifères marins. Concrètement, ces aires marines protégées sont destinées à la conservation de ces espèces bien qu'elles fassent souvent déjà l'objet de mesures de conservation nationale. Depuis le début du 21e siècle, ces différentes aires marines protégées de grande taille ont signé des accords de coopération, sous l'impulsion du programme des « sanctuaires jumelés » de la NOAA.
Au-delà de ces quelques grands sanctuaires, les 74 aires protégées identifiées durant le projet Lifeweb en 2014 ne sont pas suffisantes pour protéger efficacement les mammifères marins, à l'exception de ceux vivant très proche des côtes. En 2020, une analyse des plans de gestion des aires marines protégées de la Caraïbe réalisée au travers du projet CARI'MAM montre que sur ces sites côtiers, les documents de planifications prennent peu en compte les mammifères marins.
Le projet Lifeweb a assorti son analyse de recommandation, incluant notamment la création d'un réseau d'aires marines protégées. C'est déjà dans cette optique que le projet MamaCocoSea (Marine Mammal Conservation Corridor for Northern South America) a initié entre 2011 et 2014 à la coopération entre professionnels travaillant sur les mammifères marins dans le Nord-est de l'Amérique latine,. Entre 2018 et 2021, le projet CARI'MAM (Caribbean Marine Mammals Preservation network) a travaillé à renforcer le réseau de partenaires à l'échelle de l'ensemble de la Caraïbe. En avril 2021, le comité scientifique et technique du protocole SPAW demande au secrétariat de réfléchir au montage d'un réseau d'activité régional en se basant sur les résultats de ce projet .

#### Sanctuaire Agoa
Le Sanctuaire Agoa comprend les 143 256 km2 de la zone économique exclusive française dans les Antilles, soit les eaux de  Martinique, Guadeloupe, Saint-Martin et Saint-Barthélemy. Il est créé en 2010 et reconnu au titre protocole SPAW de la convention de Carthagène en 2012, avec pour objectif de « garantir un état de conservation favorable des mammifères marins en les protégeant, ainsi que leurs habitats, des impacts négatifs directs ou indirects, avérés ou potentiels, des activités humaines ».

#### Sanctuaire Yarari
Le Sanctuaire Yarari a été établi en 2015 autour des iles néerlandaises de Saba et Bonaire. En 2018 y sont adjointes les eaux de Saint-Eustache. L'ensemble de la zone économique exclusive de ces trois iles, soit les Pays-Bas caribéens, constitue donc un sanctuaire destiné à la conservation des mammifères marins et des requins de 25 390 km2.

#### Sanctuaire du Banc d'Argent et de la Nativité
Le Sanctuaire du Banc d'Argent et de la Nativité (es) est une aire marine protégée crée en République dominicaine par le décret no 319 du 14 octobre 1986 et modifié par la loi no 202 des aires protégées, augmentant la superficie à 32 879,8 km2,. La zone est notamment connue comme site de reproduction important pour les baleines à bosse dans la Caraïbe. On estime que 2 000 à 3 000 individus viennent y passer l'hiver boréal chaque année.

#### Sanctuaire des mammifères marins des Bermudes
En septembre 2012, l'ensemble de la zone économique exclusive de l'archipel des Bermudes, en limite de région Caraïbe, a été déclarée comme sanctuaire pour les mammifères marins, soit plus de 583 083,68 km2. Cette désignation vise surtout à renforcer la protection des baleines à bosse, déjà protégées par 2 autres textes législatifs nationaux, et la coopération avec d'autres sanctuaires nationaux dont le Sanctuaire marin national du Banc de Stellwagen (en) dans la baie du Massachusetts.

### Sources

#### Rapports institutionnels
- Éléments de développement pour un plan d'action pour les mammifères marins: Rapport sur la répartition des mammifères marins, Ward et al, Programme des Nations unies pour l'Environnement, 1re réunion des Parties au protocole SPAW, 24 septembre 2001. UNEP(DEC)/CAR IG. 20/INF.3
- Action Plan For The Conservation Of Marine Mammals (Mmap) In The Wider Caribbean Region, UNEP, 2008
- Implementation of the Action Plan for the Conservation of Marine Mammals (MMAP) in the Wider Caribbean: A scientific and technical analysis, Vail & Borobia, 2020, UN Environment, Caribbean Environment Programme, Specially Protected Areas and Wildlife Regional Activity Centre. 158 pp.
- LifeWeb-Spain UNEP-CEP Meeting on Scenarios for Transboundary Marine Mammal Management in the Wider Caribbean MarViva Foundation, 2014

#### Bilans nationaux et principales campagnes
- Marine Mammal Sightings in the Caribbean Sea and Gulf of Mexico, Summer 1991, Jefferson & Lynn, Caribbean Journal of Science, Vol. 30, No. 1-2, 83-89, 1994
- A review of marine mammal records of Cuba, Whitt & al, 2011, Latin American Journal of Aquatic Mammals 9(2): 65-122.
- Cetaceans observed in Suriname and adjacent waters, De Boer, 2015, Latin American Journal of Aquatic Mammals 10(1): 2-19.
- A Review of the Aquatic Mammals of Belize, Ramos & al, 2016, Aquatic Mammals, 42(4), 476-493.
- Aquatic mammals from the Mexican Caribbean; a review, Nino-Torres at al, 2015, Hidrobiológica vol.25 no.1 México ene./abr.
- Cetacean encounters around the island of Montserrat (Caribbean Sea) during 2007 and 2010, including new species state records Weir, C., Calderan, S., Unwin, M., & Paulatto, M., 2011, Marine Biodiversity Records, 4, E42
- The marine mammals of the Dutch Caribbean: a comparison between EEZ sectors, contrasts and concerns Adolphe O. Debrot, Richard H. Witte and Meike Scheidat, 2011, Ecography
- Observations of Small Cetaceans in the Eastern Caribbean, Boisseau et al, 2006, International Whaling Commission Scientific Committee Paper SC/58/SM24.

#### Suivis des échouages
- Cetacean strandings in Puerto Rico and the Virgin Islands, Mignucci et al, 1999, Journal of Cetacean Research and Management, 1(2), 191-198.
- Base de données des échouages des Antilles et Guyane française Laboratoire Pelagis

#### Bases de données taxinomiques
- (en) « World Register of Marine Species », sur World Register of Marine Species.
- (en) « Système d'information taxonomique intégré », sur ITIS.
- (en) « Sea Life Base », sur Sealifebase.org.